# Fidel Castro
Pour les articles homonymes, voir Castro et Ruz.
Fidel Castro ([fidɛl kastʁo]; en espagnol : [fiˈðel ˈkastɾo] ), né le 13 août 1926 à Birán (dans la province de Holguín) et mort le 25 novembre 2016 à La Havane, est un révolutionnaire et homme d'État cubain. Il dirige la république de Cuba, pendant 49 ans, comme Premier ministre de 1959 à 1976 et ensuite comme président du Conseil d'État et président du Conseil des ministres de 1976 à 2008. C’est son frère Raúl Castro qui lui succède.
Il est un des principaux dirigeants de la révolution cubaine qui renversa le régime dictatorial de Fulgencio Batista. Fidel Castro, Raúl Castro, et Ernesto Guevara (dit « le Che ») donnent à la révolution, officiellement nationaliste au départ, une orientation marxiste-léniniste au début des années 1960, au moment de son affrontement avec les administrations américaines de l'époque. Le pays se rapproche alors de l'Union soviétique. À la suite de cette révolution, le régime cubain instaure progressivement une république socialiste à parti unique, ce dernier étant chargé de désigner les seuls candidats autorisés à se présenter aux différentes élections.
Fidel Castro est également député de Santiago de Cuba à partir de 1976 et premier secrétaire du Parti communiste de Cuba à partir de sa refondation en 1965.
Considéré assez différemment à travers le monde, il est perçu par certains mouvements socialistes et communistes comme une icône alors que d'autres le voient comme un homme ayant instauré un régime autoritaire. Il est aujourd'hui généralement considéré en Occident comme un dictateur, notamment du fait d'un exercice du pouvoir sans partage et sans opposition pendant 49 ans, à l'occasion desquels tous les opposants ou contestataires, considérés comme ennemis du peuple, ont été systématiquement réprimés ou éliminés.

## Jeunesse et débuts

### Naissance et famille
Né à Birán, municipalité de Cueto, dans la province de Holguín (anciennement appelée province d'Orient), le 13 août 1926, Fidel Alejandro Castro Ruz est issu de la bourgeoisie cubaine. Son père est un ancien soldat de la guerre d'indépendance cubaine de 1895, sympathisant franquiste et riche planteur sucrier. De nombreux biographes pensent qu'il est né le 13 août 1927, considérant que son père avait modifié son certificat de naissance afin qu'il puisse entrer en seconde au collège Dolorès des jésuites à Santiago de Cuba,. Fidel Castro, « contrairement à une légende complaisante, a un vif souci de son image », et entretiendra cette tromperie en affirmant qu'à l'école des Frères des écoles chrétiennes chez les Frères maristes, il a « sauté » sa huitième en raison de bonnes notes.

### Enfance et éducation
Il passe ses toutes premières années dans la ferme d'une famille aisée mais fort compliquée. Il est le fils d'Ángel Castro Argiz, immigrant espagnol (galicien) analphabète qui est ensuite devenu un riche propriétaire terrien, et de sa cuisinière d'origine espagnole née à Cuba, Lina Ruz González, alors que Don Ángel est encore marié avec son épouse délaissée, père de cinq enfants, et que le divorce n'est pas autorisé par la loi (Ángel, devenu citoyen cubain en 1941, épouse Lina en 1943 lorsque la Constitution légalise le divorce). Sept enfants naissent hors mariage, Fidel est le 3e et Raúl le 4e (des rumeurs font de Raúl un demi-frère de Fidel, la mère de Fidel l'ayant eu d'un sergent, Felipe Miraval métissé chinois et mulâtre, qu'Ángel Castro Ruz a reconnu néanmoins, après la prononciation du divorce avec sa première femme). Fidel, enfant illégitime, est placé à l'âge de cinq ans à Santiago de Cuba, et ne sera baptisé, de père inconnu, qu'en janvier 1935. Il ne sera reconnu officiellement par son père, et ne prendra le nom de Castro, qu'en décembre 1943.
Enfant, il est confronté à un univers patriarcal brutal, et est en contact avec les fils des paysans pauvres qui se tuent à la tâche pour leur père.
Le 28 février 2012, il perd sa sœur Ángela Castro Ruz, âgée de 88 ans et atteinte de la maladie d'Alzheimer. Son frère aîné Ramón Castro Ruz meurt le 23 février 2016.

### Premiers engagements
Après des études dans des écoles catholiques, le cours préparatoire de l'école des Frères des écoles chrétiennes à Santiago de Cuba chez les Frères maristes de 1934 à 1939, puis chez les jésuites, d'abord à l'école Dolores de 1939 à 1942 puis au prestigieux lycée Belén de La Havane de 1942 à 1945, Fidel Castro entre à l'université de la capitale le 4 septembre 1945 d'où il sort docteur en droit, licencié en droit diplomatique et docteur en sciences sociales en 1950.
C'est à travers le militantisme étudiant qu'il éveille sa conscience politique. Il devient délégué de la FEU (Fédération des étudiants d'université), qui s'oppose au régime corrompu de Ramón Grau San Martín. En mai 1947, il adhère au Parti orthodoxe, un parti nationaliste à tendance socialiste, dirigé par Eduardo Chibás (en), anti-communiste mais aussi anti-impérialiste c'est-à-dire anti-nord-américain. Il restera six ans dans cette organisation, jusqu'en 1953. En juillet 1947, il participe, soutenu par certains des membres du gouvernement cubain dont José Alemán, avec un millier d'hommes dont Juan Bosch et Carlos Franqui, à la tentative manquée de débarquement en République dominicaine pour renverser le dictateur Trujillo. En avril 1948 il participe au Bogotazo, émeutes de Bogota, consécutives à l'assassinat du libéral de gauche Jorge Eliécer Gaitán qui était candidat à la présidence de la Colombie, qui firent 3 000 morts.

### Mariage et opposition à Batista

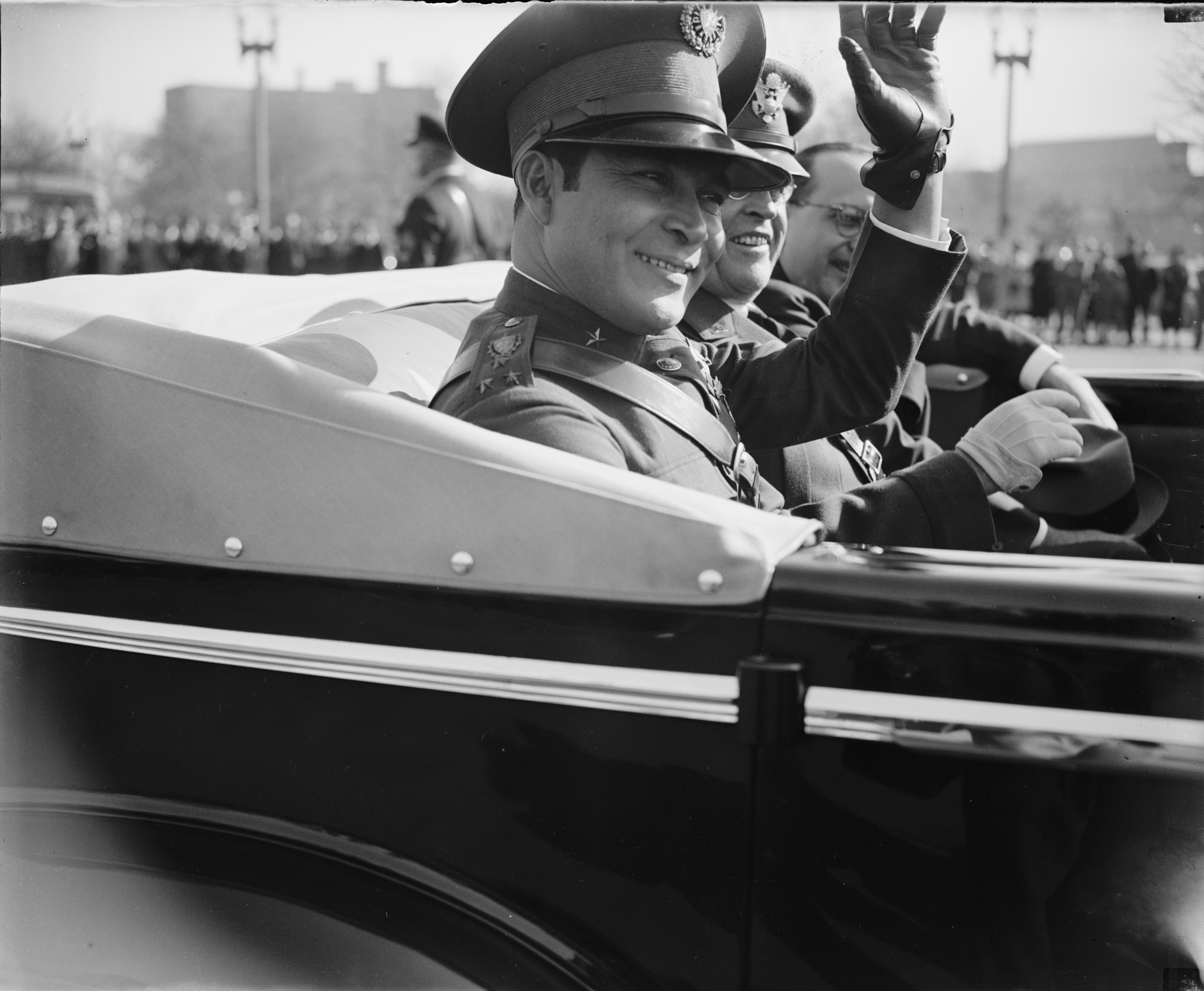
Castro s'oppose au président et général Fulgencio Batista (à gauche), ici en 1938 avec le Chef d'état-major de l'United States Army Malin Craig.

En octobre 1948, il épouse sa première femme, Mirta Díaz-Balart, sœur du ministre de l'Intérieur de Batista, Rafael Díaz-Balart, issue d'une famille bourgeoise de l'Oriente : son père, avocat, a défendu les compagnies américaines contre les Français qui voulaient contrôler l'industrie bananière. Cette famille joue encore aujourd'hui un rôle certain dans les milieux anticastristes de Miami (Lincoln Díaz-Balart est député de la Floride au Congrès, chef lobbyiste anticastriste aux États-Unis). Ils passent leur lune de miel à New York. Le mariage ne dure que quelques années et un seul enfant est issu de cette union : Fidel, dit Fidelito, né en 1949. De 1950 à 1952, il se consacre au droit. Fidel Castro a un cabinet d'avocat dans la rue Tejadillo et se consacre à la défense des pauvres, mais selon son amie Martha Frayde, lui et sa famille vivent des 200 pesos que lui envoie chaque mois son père. Il se présente au Parlement pour le « Parti orthodoxe ». Mais le coup d'État du général Fulgencio Batista en 1952, qui renverse le gouvernement de Carlos Prío Socarrás, annule ces élections. Castro attaque Batista en justice, l'accusant d'avoir violé la Constitution, mais sa demande est jugée irrecevable.

## Révolution cubaine (1953-1959)

### Organisation de la lutte armée et exil

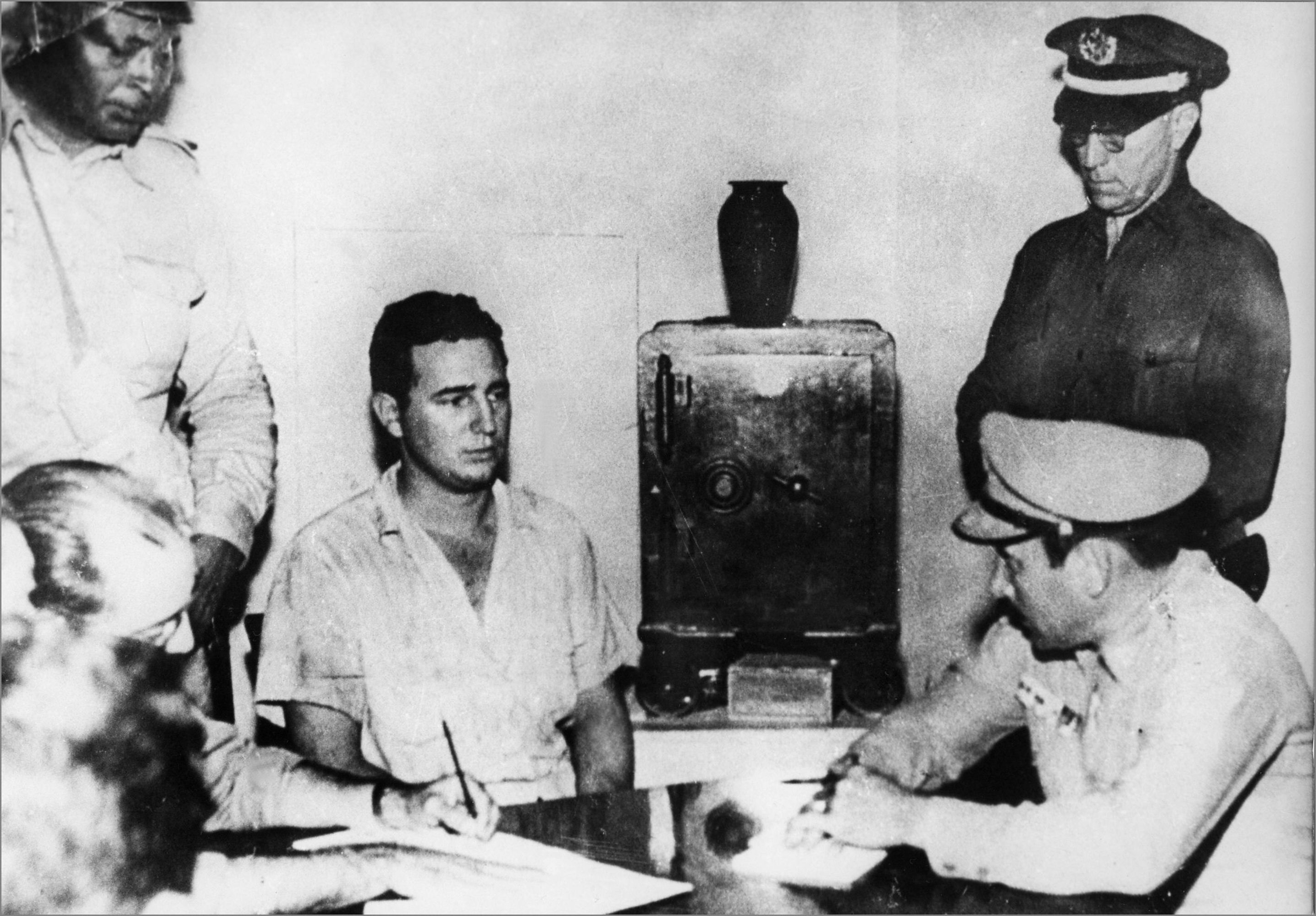
Fidel Castro (assis, à gauche) en état d'arrestation après l'attaque de la caserne de Moncada (1953).

Castro organise alors une réaction armée en attaquant la caserne de Moncada le 26 juillet 1953 dans l'objectif de provoquer une insurrection locale et une grève générale, mais l’assaut est un désastre. Quatre-vingts des assaillants sont exécutés sommairement après leur capture. Fidel Castro lui-même est arrêté mais est épargné avec quelques autres survivants grâce au sergent Pedro Sarría, qui désobéit à ses instructions et ne fait pas fusiller ses prisonniers. C'est à cette occasion qu'il rédige sa plaidoirie : « L'histoire m'acquittera », discours passionné défendant son action et explicitant ses thèses politiques. Libéré lors d'une vague d'amnistie en mai 1955, il s'exile avec son frère Raúl au Mexique où il rencontre Ernesto Guevara puis aux États-Unis pour collecter des fonds afin d'organiser le débarquement du Granma : il fonde le mouvement du 26 juillet. À cette époque, Castro se définit comme un adepte de la philosophie jeffersonienne et adhère à la formule Lincoln de coopération entre le capital et le travail ; ainsi, en mars 1959, peu après son arrivée au pouvoir, il affirmera au U.S. News and World Report qu'il n'envisage aucune nationalisation.

### Chef de guérilla

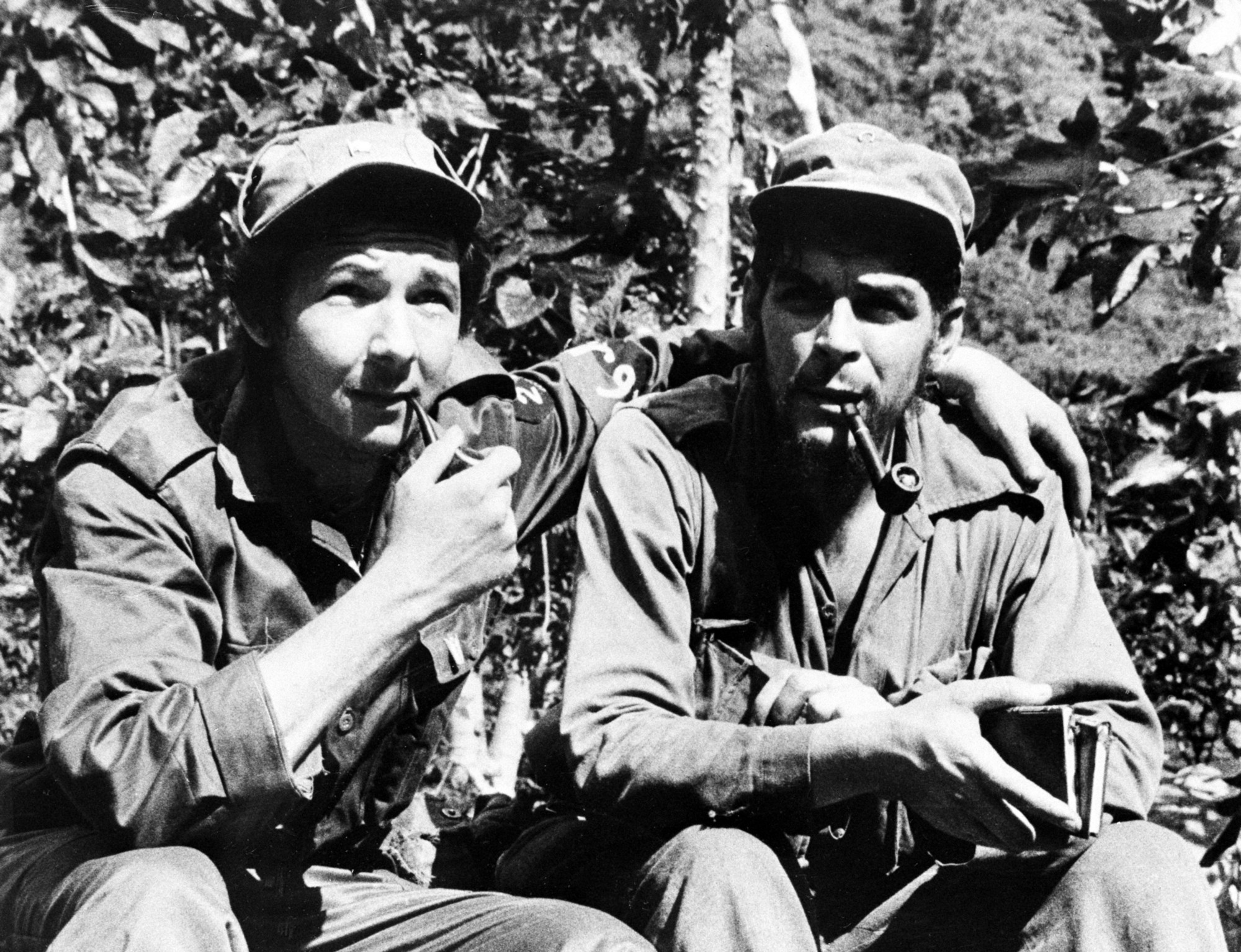
Le frère de Fidel Castro, Raúl Castro (à gauche) et Che Guevara en 1958.

Le 2 décembre 1956, il rentre clandestinement à Cuba, avec 80 autres exilés et Che Guevara, sur le navire de plaisance Granma. La traversée s’effectue dans des conditions contraignantes puisque le navire n'offrait une capacité que de 25 personnes, et l'un des hommes tombe à la mer, mais ses compagnons réussissent à le sauver. Castro, Che Guevara et leurs hommes débarquent à Belic, sur Niquero dans la province d'Oriente (en) (au sud-est de Cuba), mais l'armée de Batista les trouve rapidement et les attaque par surprise. Seuls 16 des 82 hommes engagés survivent. Ils se réfugient dans la Sierra Maestra d'où ils mènent une guérilla contre l'armée de Batista, soutenue par le gouvernement américain qui lui fournit de l'argent et des armes. Batista commet une erreur stratégique en ne les repoussant pas à la mer : il déclare que « personne ne survit dans la Sierra Maestra », mais Castro et ses hommes le démentent dans les faits. Parmi les survivants se trouvent Che Guevara, Raúl Castro et Camilo Cienfuegos.

### Prise du pouvoir

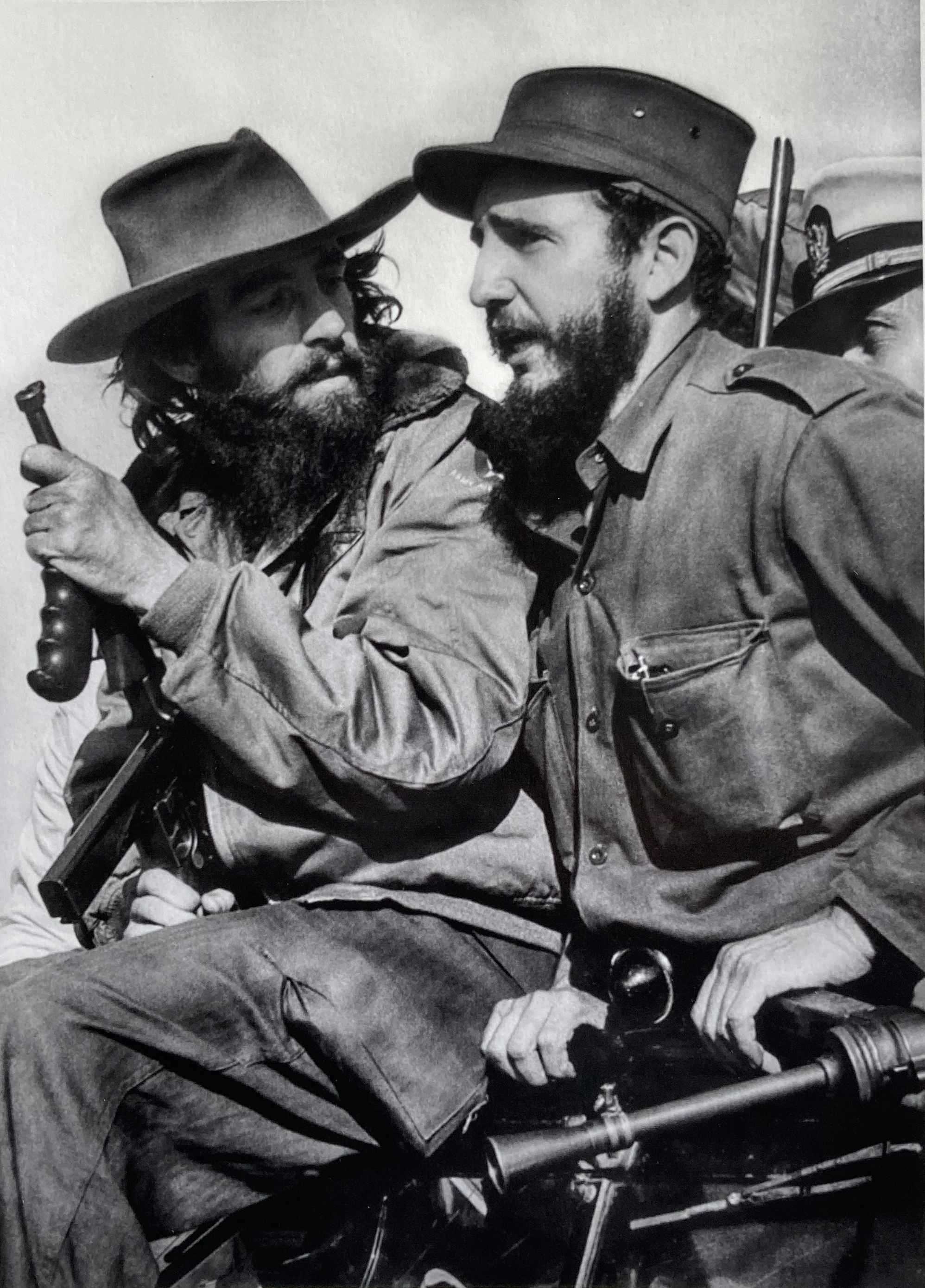
Fidel Castro et le révolutionnaire Camilo Cienfuegos entrant dans La Havane le 8 janvier 1959.

Les troupes rebelles obtiennent d’importants appuis chez les paysans pauvres de la sierra Maestra, victimes de l’arbitraire des grands propriétaires, et le mouvement regroupe bientôt 800 hommes. Le mouvement révolutionnaire est d'ailleurs très populaire aux États-Unis, le New York Times et CBS envoient leurs journalistes, Castro apparaît alors comme un héros de la démocratie. Le gouvernement des États-Unis, gêné par la brutalité du régime de Fulgencio Batista, retire l'aide militaire américaine qu'il lui apportait et commence à voir en Castro une alternative à Batista. Le retrait de cette aide n'entraine toutefois que peu de conséquences, les États-Unis continuant de fournir en armement les dictatures de Somoza au Nicaragua et Trujillo en République dominicaine qui toutes deux soutiennent Batista. Le 24 mai 1958, Batista envoie dix-sept bataillons (plus de 10 000 hommes) contre Castro lors de l'opération Verano. Bien qu'en infériorité numérique, Castro remporte des victoires, aidé en cela par des désertions massives dans l'armée de Batista. Le traitement des prisonniers par les deux forces belligérantes contraste sensiblement et favorise les désertions dans les rangs gouvernementaux. Alors que les guérilleros prodiguent des soins médicaux aux soldats capturés et autorisent les visites de la Croix-Rouge, des cadavres de rebelles torturés à mort sont pendus aux arbres par les forces de Batista. Au cours de la contre-offensive de l'automne 1958, les forces révolutionnaires prennent Santiago de Cuba, la deuxième ville du pays, et Santa Clara. Fidel Castro s'illustre personnellement dans ces combats, au point qu'Ernesto Guevara et une quarantaine d'officiers de la guérilla lui écrivent une lettre commune pour lui demander de cesser de s'exposer ainsi en première ligne.

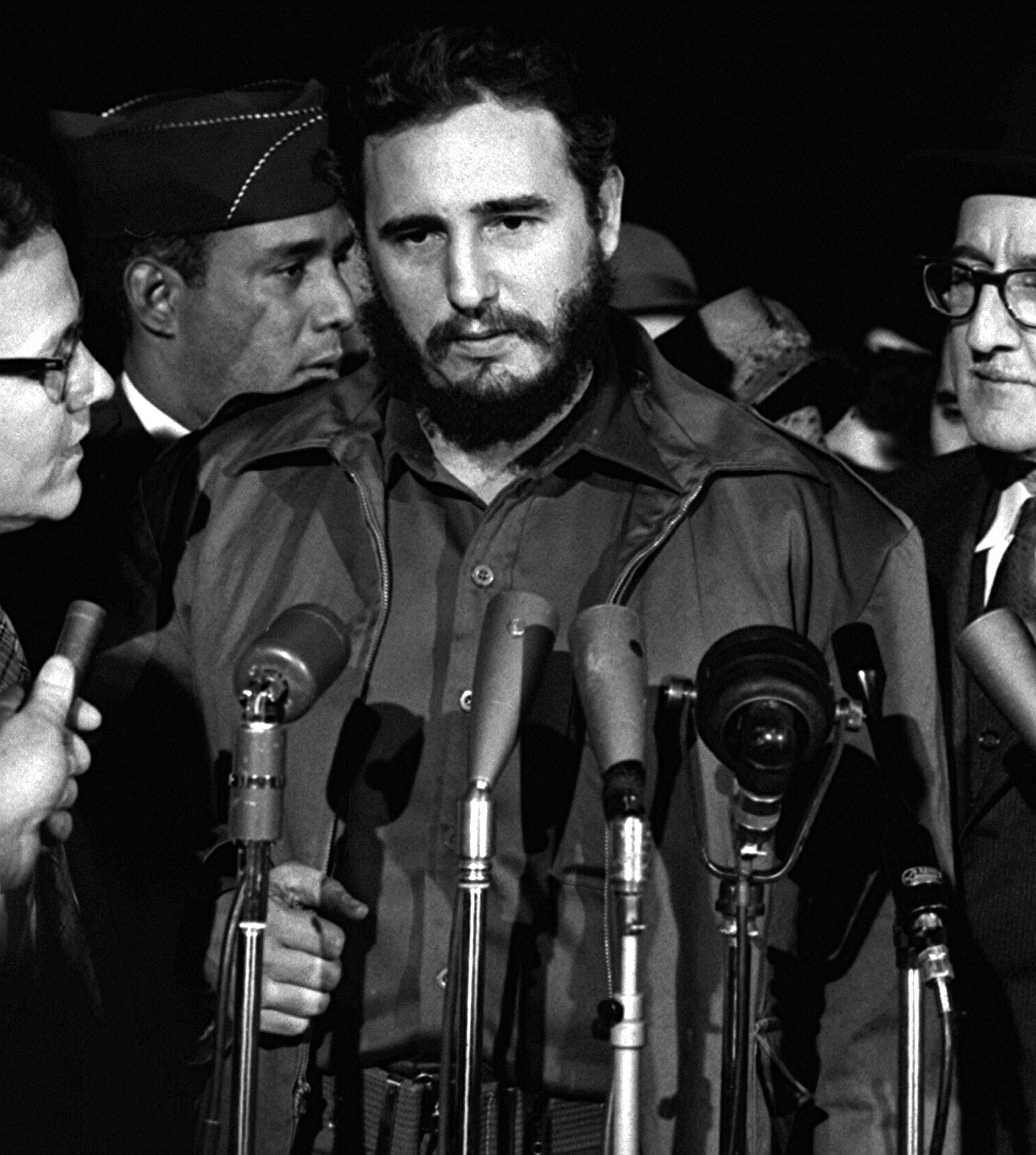
Fidel Castro en visite aux États-Unis (Washington, D.C.) en avril 1959.

Le 31 décembre 1958, alors que la situation est très incertaine, Batista fuit le pays avec 40 millions de dollars vers la République dominicaine, puis l'Espagne de Francisco Franco. Au 1er janvier 1959, Castro et le président élu Andrés Rivero Agüero survolent le pays et les forces castristes prennent La Havane le 8 janvier 1959. Le crédit de Castro auprès de la population cubaine est énorme. Un premier gouvernement temporaire est mis en place, associant toutes les forces d'opposition à Batista et avec comme président Manuel Urrutia Lleó. Ce gouvernement est reconnu par les États-Unis le 7 janvier 1959 et Fidel Castro est nommé Premier ministre en février. Ce gouvernement a pour mission de préparer des élections dans les 18 mois. Cuba devra cependant affronter l'opposition croissante des États-Unis aux réformes nationalistes que Castro veut amener. Rapidement il sera confronté à un choix déterminant, soit renoncer aux réformes nationalistes désirées ou s'orienter vers la nationalisation complète de l'industrie, des banques et vers la réforme agraire qui concerne sa famille en tout premier lieu. Le gouvernement de Castro s'orientera vers la seconde possibilité.

## Direction de Cuba (1959-2006)
Fidel Castro est d'abord ministre de la Défense, puis il devient Premier ministre par le décret du 16 février 1959.

### Rétablissement de la peine de mort
La peine de mort, abolie pour les civils à Cuba par la Constitution de 1940, est rétablie et progressivement étendue aux personnes qui commettraient des « délits contre-révolutionnaires » et des « actes préjudiciables à l’économie nationale et au Trésor public ».
Des procès publics parfois suivis d'exécutions d'anciens partisans du régime de Batista sont tenus. L'épuration concerne aussi l’opposition démocratique au dictateur Batista ainsi que des anciens partisans de Fidel Castro (c'est le cas du commandant Huber Matos condamné à vingt ans de prison). En 1960, on répertorie officiellement 631 condamnations à mort, exécutées principalement par Che Guevara depuis son quartier général situé dans la forteresse de la Cabaña à La Havane et 70 000 incarcérations politiques. Devant les exécutions le nouveau Président Manuel Urrutia Lleó exige l'arrêt immédiat de la « justice sommaire ». Fidel Castro rétorque que « les assassins seront fusillés jusqu'au dernier ». Juanita Castro, sœur de Fidel, indique avoir signalé à ce dernier l'arrestation, la condamnation et l'exécution d'innocents. Aux protestations internationales, Fidel Castro affirme : « La justice révolutionnaire n’est pas fondée sur des principes légaux, mais sur des convictions morales… Nous n’exécutons pas des innocents ni des opposants politiques. Nous exécutons des meurtriers qui le méritent ». Le correspondant du New York Times Herbertt Matthews note que « lorsque les batistains tuaient leurs adversaires à un rythme effrayant, généralement après les avoir torturés, il n'y avait pas eu de protestations américaines », et reconnaît ne connaître aucun exemple d'innocent exécuté. Même observation pour le correspondant du journal Le Monde, qui affirme : « les deux cents personnes exécutées sont des criminels de droit commun qui ont tué de leurs propres mains ». Pour Elizabeth Burgos, la mise en œuvre immédiatement de la peine de mort par Fidel Castro est un des moyens pour modifier en profondeur la société cubaine et elle cite un texte de Fidel Castro, rédigé en 1954 : « Robespierre fut idéaliste et honnête jusqu’à sa mort. La révolution en danger, les ennemis à toutes les frontières, les traîtres prêts à tous les coups de poignard dans le dos, les hésitants toujours barrant la route : il fallait être dur, inflexible, sévère, pécher par excès et non par défaut, à l’heure où c’eût été le début de la fin. Il les fallait ces quelques mois de Terreur, pour venir à bout d’une terreur séculaire. Ce sont les Robespierre qu’il faut à Cuba, beaucoup de Robespierre ! ».

### Rébellion de l'Escambray
À la suite de la victoire castriste, une épuration permet d'éliminer les anciens cadres cubains. Puis, fort de sa popularité, Fidel Castro annonce le report des élections démocratiques et promulgue des lois par décret. Ainsi, il accroît son emprise sur la politique gouvernementale. Il nomme aux postes stratégiques des membres radicaux du mouvement du 26 Juillet et des militants communistes. Au cours de l'année 1959, les ministres et les syndicalistes de sensibilité libérale sont éliminés des postes du pouvoir.
Des opposants dont des anciens guérilleros de la révolution cubaine se regroupent et engagent la rébellion dans le massif de l'Escambray. Ils considèrent que Fidel Castro a trahi les idéaux révolutionnaires car il refuse d'instaurer la démocratie et de restaurer la Constitution de 1940. Des paysans réfractaires à la réforme agraire les rejoignent. La rébellion dure six ans, entre 1959 et 1965, 70 000 miliciens sont mobilisés afin d'opérer le « nettoyage de l'Escambray ».
Un des proches du régime castriste, Carlos Franqui s'émeut auprès de Fidel Castro des actes de torture pratiquées sur les opposants arrêtés. Fidel Castro est informé de ces pratiques mais les considère comme nécessaires et exceptionnelles : « c'est une méthode efficace que les polices de presque tous les pays utilisent […], c'est pratique, fonctionnel, cela sert à anéantir l'ennemi ».

### Rapprochement avec l'URSS
Fidel Castro comprend très vite que la seule force organisée à Cuba est le Parti communiste (Partido socialista popular) dont son frère Raúl fut membre. Il resserre ses relations avec ce parti, qui deviendra rapidement le pilier central du régime révolutionnaire. Castro donne immédiatement des gages sérieux au PC ; les secteurs-clés de l'économie, l'énergie et l'industrie sucrière sont nationalisés, les salaires des ouvriers sont augmentés, des terres sont distribuées aux paysans et les loyers baissés de moitié. Les propriétaires des journaux sont expropriés et les salariés encouragés à participer directement au contenu des publications. Bientôt, les journaux seront placés sous la tutelle du Parti communiste.
Toutes les formes de ségrégations raciales qui prévalaient à Cuba dans l'accès aux emplois, plages, parcs ou centres de loisirs sont interdites. Par ailleurs les biens de la mafia, devenue très influente sous le régime de Batista, sont nationalisés. Le chef mafieux Meyer Lansky se déclarera « ruiné » par la révolution cubaine. Selon Enrique Cirules, historien spécialisé sur la mafia, Cuba est le seul pays où la mafia a connu une chute aussi vertigineuse. Cependant, le géographe Yves Lacoste soutient qu'initialement, la mafia « qui combat ouvertement Batista », avait fourni aux partisans de Fidel Castro pendant sa prise de pouvoir des armes envoyées par voie maritime et installé une station de radio émettant sur toute l'île au sommet de la Sierra Maestra.

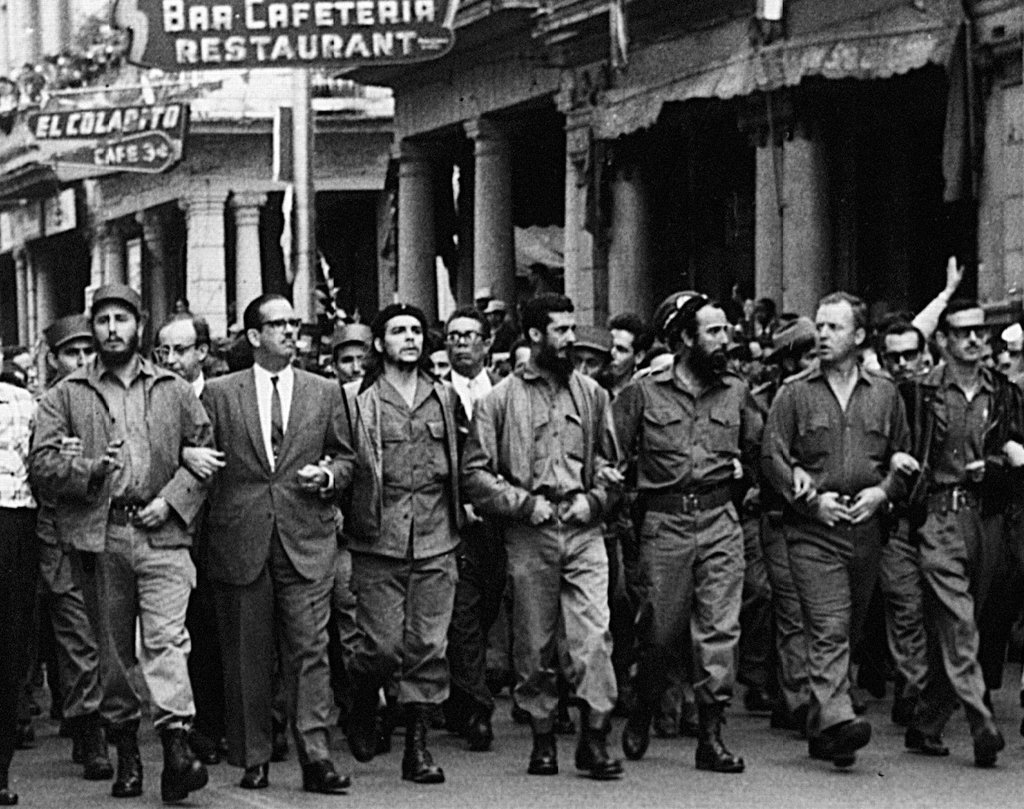
Fidel Castro (à gauche), Che Guevara (au centre) et d'autres leaders révolutionnaires marchant pour protester contre l'explosion de la Coubre, 5 mars 1960.

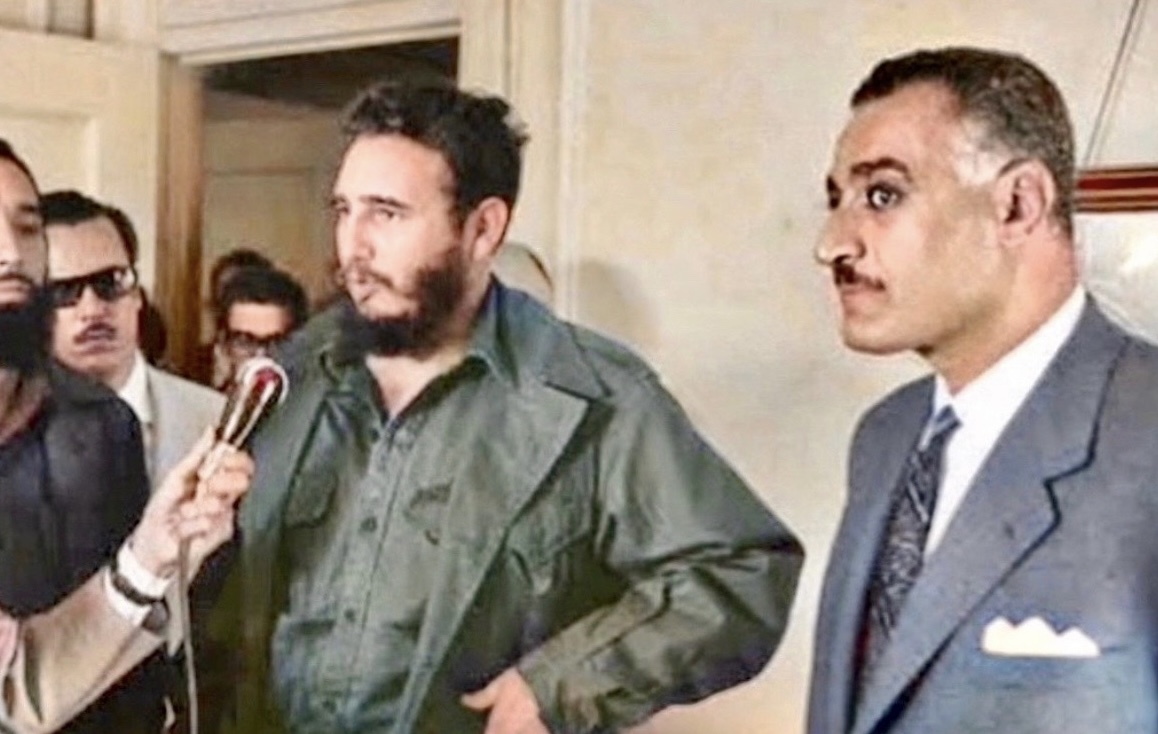
Fidel Castro et Gamal Abdel Nasser en marge de l'Assemblée générale des Nations unies en septembre 1960.

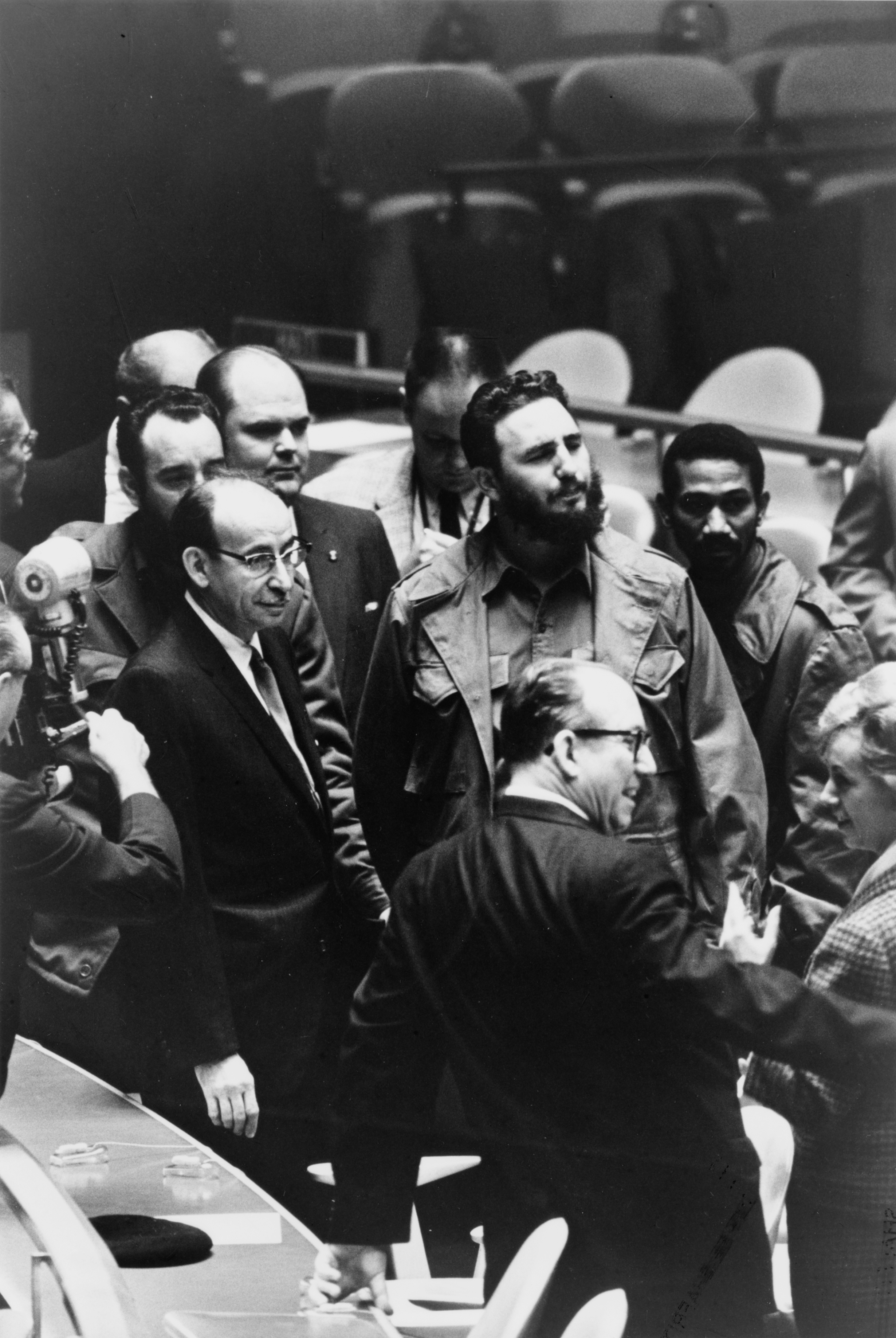
Fidel Castro à l'Assemblée générale des Nations unies en septembre 1960.

Les États-Unis reconnaissent le nouveau gouvernement de Manuel Urrutia. Mais une tension se développe alors qu'il commence à exproprier des industries américaines telles que United Fruit, proposant une compensation uniquement fondée sur la taxe foncière que ces dernières s'étaient arrangées pour maintenir artificiellement basse. Le 6 juin 1958, Fidel Castro écrit pourtant une lettre dans la Sierra Maestra, qui fut publiée par la suite par l’un de ses partisans Carlos Franqui et dans laquelle il explique : « Quand cette guerre sera finie, commencera pour moi une guerre plus importante, plus longue : celle que je vais mener contre les Nord-Américains. Je suis certain que cela sera mon véritable destin. ». En avril 1959, Castro rencontre le vice-président Richard Nixon à la Maison-Blanche. On raconte qu'Eisenhower évita Castro, prétextant une partie de golf, pour laisser Nixon discuter avec lui et déterminer s'il était communiste.
La politique économique de Castro avait inquiété Washington, qui pensait qu'il avait fait allégeance à l'Union soviétique. À la suite de cette rencontre, Nixon expliqua que Castro était naïf mais pas forcément communiste. Il n’est alors qu’un réformateur humaniste et explique : « Le capitalisme sacrifie l’Homme… Le communisme sacrifie les droits de l’Homme. »

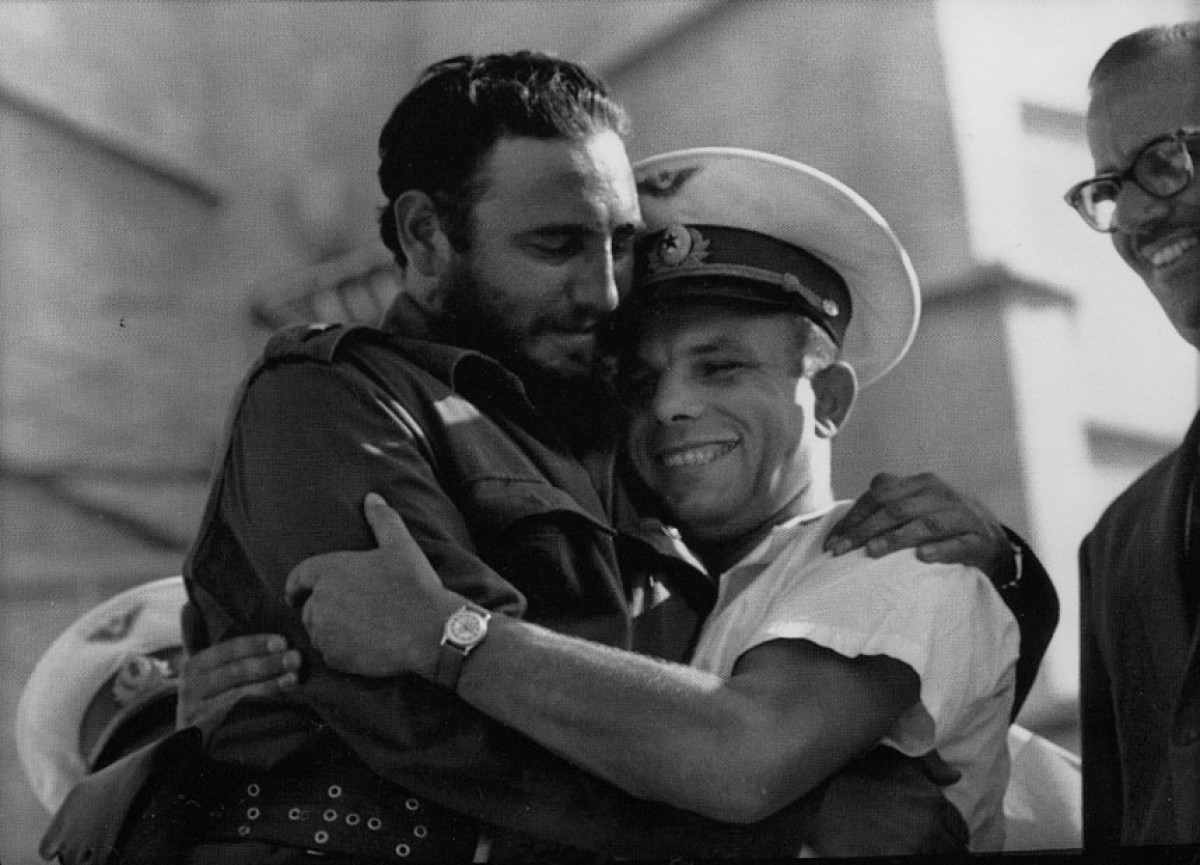
Castro et Youri Gagarine en 1961.

Le 17 mars 1960, le gouvernement Eisenhower a pris la décision formelle de renverser le gouvernement cubain. Cette nouvelle politique se base sur plusieurs piliers : l'annulation de la quote-part sucrière cubaine, la fin des livraisons de ressources énergétiques telles que le pétrole, la poursuite de l'embargo sur les armes imposé en mars 1958 et la mise en place d'une campagne de terrorisme et de sabotage ainsi que l'organisation d'une force paramilitaire destinée à envahir l'île et destituer Fidel Castro,,. En avril 1960, Castro signe un accord avec l'URSS pour l'achat de pétrole à la suite du refus du gouvernement des États-Unis de livrer les raffineries américaines implantées à Cuba. Lors des premières livraisons de pétrole par l'URSS, le refus de ces compagnies, qui suivaient une directive de l'administration Eisenhower, de raffiner ce pétrole, entraîne leur nationalisation automatique,[source insuffisante]. Les États-Unis suppriment alors l'importation du sucre cubain, lequel représentait 80 % des exportations de Cuba vers ce pays et employait près de 25 % de la population,. À la grande inquiétude de l'administration Eisenhower, Cuba resserre progressivement les liens avec l'Union soviétique. Nombre de conventions sont signées entre Fidel Castro et Nikita Khrouchtchev concernant une aide substantielle en matière économique et militaire. En 1968, Fidel Castro ne condamne pas l’intervention de l’armée soviétique en Tchécoslovaquie pour écraser le Printemps de Prague. Dès 1960, la CIA prend contact avec la mafia pour élaborer un projet commun d'assassinat de Fidel Castro.

### Débarquement de la baie des Cochons

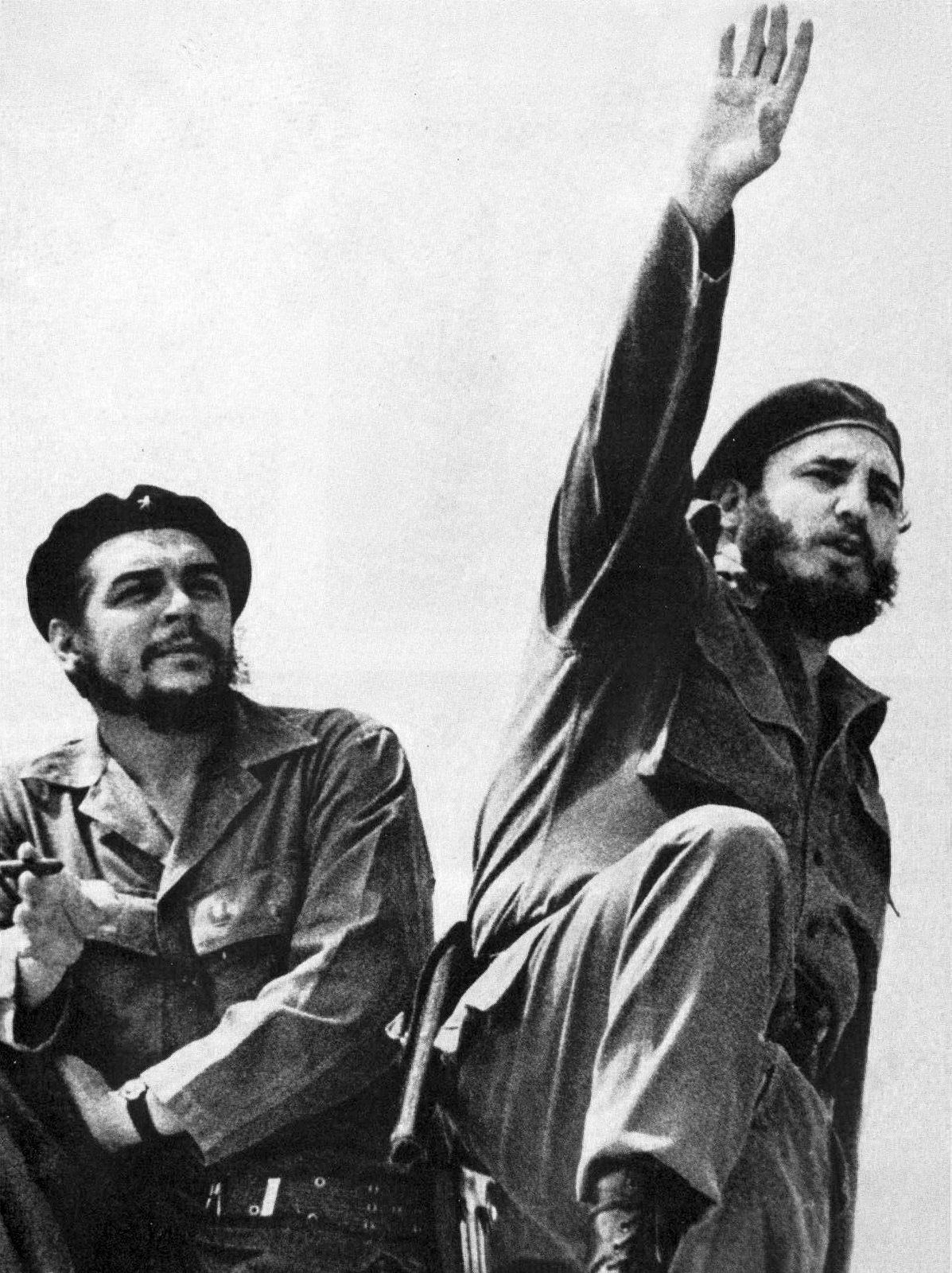
Fidel Castro (à droite) et Che Guevara photographiés par Alberto Korda en 1961.

Les États-Unis soutiennent en matériel et en entraînement les exilés cubains anti-castristes qui préparent un débarquement à Cuba.
Une guerre du renseignement menée avec le KGB, les services cubains et des agents doubles au sein des exilés permet aux autorités cubaines d'être informées longtemps à l'avance de la préparation de ce débarquement. Alors que le débarquement est imminent, Fidel Castro déclare le 17 avril 1961 la nature « socialiste » de la révolution cubaine.
Le débarquement de la Brigade 2506, composée de 1 400 exilés cubains financés et entraînés par la CIA, sous la direction des agents Grayston Lynch (en) et William Robertson a lieu sur la côte sud de Cuba, à la plage Girón appelée la baie des Cochons.
La CIA pense que le débarquement va provoquer un soulèvement populaire contre Castro. Or, il n'en est rien, et les forces débarquées sont capturées, alors que le président John Fitzgerald Kennedy retire au dernier moment son soutien à l'opération. Deux navires de la marine américaine, venus en support, sont coulés par l'aviation cubaine et neuf personnes sont exécutées à la suite de cet échec.
Castro, présent personnellement sur le champ de bataille, y gagne une popularité supplémentaire auprès des Cubains.
Le 2 décembre 1961, lors d'une intervention télévisée, Castro se définit comme un « marxiste-léniniste » et annonce que Cuba adopte le communisme. Pendant les années soixante, plusieurs autres tentatives de moindre ampleur sont menées. Les exilés cubains, financés et équipés par la CIA, tentent d'imiter la révolution castriste, formant des guérillas qui opèrent en particulier dans le massif de l'Escambray une région proche de Trinidad. Mais le régime cubain est désormais doté en armes lourdes venues du bloc de l'Est, la guérilla est quadrillée par les forces révolutionnaires castristes et bien qu'une petite partie de la population de la région ait apporté un soutien à cette "guerre de bandits", ils furent finalement arrêtés.

### Crise des missiles de Cuba
Dans ses mémoires, Khrouchtchev raconte qu'il était en vacances en Crimée le 17 avril 1961 lorsqu'il eut l'idée de placer des missiles à Cuba afin de dissuader les États-Unis d'agresser l'île ou directement l'URSS. Ayant consulté l'État-major soviétique, il rencontra en juillet une délégation cubaine conduite par Raúl Castro afin d'en préciser les modalités. Des missiles balistiques à moyenne portée R-12 devaient être déployés sur le sol cubain, mais les États-Unis découvrirent la construction des installations lance-missile le 15 octobre 1962, avant le déploiement des armes. Le gouvernement américain, considérant l'installation d'armes nucléaires soviétiques à 90 miles de Miami comme une agression et une menace directe contre la sécurité des États-Unis, annonça publiquement leur découverte et mit en place un embargo autour de Cuba, susceptible d'arrêter tout navire à destination de l'île. Dans une lettre que Castro adressa à Khrouchtchev le 27 octobre 1962, il lui demanda de réagir par la force nucléaire si Cuba venait à être envahie. Mais le premier secrétaire rejeta l'idée.
Les militaires soviétiques présents à Cuba furent cependant autorisés à utiliser des armes tactiques nucléaires en cas d'attaque américaine.
Khrouchtchev accepta finalement de retirer les lance-missiles en échange d'une promesse américaine de ne pas envahir Cuba et du retrait secret de leurs missiles Jupiter de Turquie et d'Italie. À la suite de cet évènement, les États-Unis ne tentèrent plus d'invasion de Cuba, mais leurs relations restèrent tendues, notamment via l'embargo, et la CIA aurait continué de soutenir nombre de projets d'assassinat (638 selon le général Fabian Escalante, ancien chef des services secrets cubain) pendant les années qui suivirent.
Lors d’une conférence à La Havane en janvier 1992, Robert McNamara, l’ancien secrétaire à la Défense américaine, « a demandé à Castro s’il savait qu’il y avait des armes nucléaires soviétiques à Cuba, si, dans ces circonstances, il aurait quand même déclenché une attaque en cas d’invasion américaine, et s’il était conscient de ce qui se serait alors passé pour La Havane. Castro a répondu "oui" aux deux premières questions en ajoutant qu’il avait compris que Cuba aurait dans ce cas disparu de la carte ».

### Interventions militaires extérieures
En 1958, le régime de Fulgencio Batista entretient une armée forte de 40 000 hommes. En 1960 les forces armées cubaines comportent, selon une estimation du New York Times, 240 000 militaires. En 1961, Jacques Grignon Dumoulin du Monde diplomatique évoque : « la plus grande force armée d'Amérique latine ». Pour l'historienne Jeannine Verdès-Leroux, Fidel Castro utilisa des ressources financières importantes pour construire une force armée capable de soutenir sa volonté de jouer un rôle international de premier plan. Ces financements « eussent sans aucun doute été utiles à l'île dont la misère est toujours imputée au seul impérialisme américain ».
Dès les années 1960, Cuba soutint de façon plus ou moins discrète des mouvements de guérillas communistes en Amérique latine, dans les Caraïbes et en Afrique mais à partir de 1975, l'armée cubaine intervint de façon directe dans des conflits sur ce dernier continent.
Cuba envoya en été 1975 des conseillers militaires au MPLA (Mouvement populaire de libération de l'Angola) qui avait pris le pouvoir en Angola lors de son indépendance, proclamant la république populaire d'Angola.
En novembre, en réponse à l'intervention militaire sud-africaine sur le sol angolais, des unités régulières sont déployées et participent à la guerre civile angolaise : il y aura jusqu'à 50 000 hommes en permanence, et 300 000 soldats cubains auront été présents en 13 années de conflit. Cette aide militaire de Cuba à l'Angola est connue comme l'« Operación Carlota ».
L'armée cubaine disposait de son propre état-major et constituait en fait la principale force militaire du MPLA avec des régiments d'artillerie et des blindés engagés, tandis que les forces du MPLA constituaient l'infanterie chargée des ratissages, etc. L'URSS s'était chargée du pont aérien, et a également fourni des avions MiG-21 avec des pilotes à l'armée cubaine.
L'intervention cubaine en Angola s'est faite en deux temps. Le premier, immédiatement après l'indépendance de l'Angola (en fait les premiers hommes, habillés en touristes, arrivèrent un peu avant) fut décisif pour battre les milices soutenues par le Zaïre, les États-Unis et l'Afrique du Sud (alors sous le régime de l'apartheid) qui tentèrent de chasser le MPLA dès l'indépendance du pays. La colonne qui attaquait par le nord fut vite battue et le Zaïre préféra se retirer du conflit. Au sud la progression fut plus lente, mais l'armée angolaise et les Cubains finirent par récupérer le terrain envahi. Des pourparlers de paix eurent alors lieu, où Cuba ne fut pas présente, qui reconnaissaient l'indépendance de l'Angola, l'Afrique du Sud promit de ne plus soutenir de mouvements subversifs en Angola, et les Cubains se retirèrent progressivement.
Le deuxième temps a lieu lorsque les forces cubaines se sont presque entièrement retirées[réf. nécessaire]. L'armée sud-africaine pense pouvoir profiter de l'occasion et lance une offensive de grande ampleur à partir de la Namibie. En janvier 1988, la bataille de Cuito Cuanavale oppose 20 000 soldats angolais et 5 000 soldats cubains à 7 000 soldats de l'armée sud-africaine et 10 000 combattants de l'UNITA. Cette bataille, qui constitue la plus importante engagée sur le continent africain depuis la Seconde Guerre mondiale, se solde par un échec relatif de toutes les forces engagées, en dépit des proclamations de victoire des uns et des autres, et marque les limites de la solution militaire. Au nombre impressionnant de soldats angolais et cubains tués répond l'absence de conquête territoriale de l'UNITA qui échoue à prendre la ville aux Cubains.
Le 20 juillet 1988, un accord en 14 points est trouvé entre l'Afrique du Sud, l'Angola et Cuba. Parmi ceux-ci, la mise en œuvre de la résolution 435 prévoyant des élections en Namibie sous le contrôle des Nations unies en contrepartie du repli du contingent cubain. Le protocole de Genève est signé le 5 août et le 22 août, l'accord de paix est signé entre l'Angola et l'Afrique du Sud à Ruacana. Le 22 décembre, par l'accord de Brazzaville, un calendrier sur la mise en œuvre de la résolution 435 et celui du retrait cubain d'Angola est ratifié par tous les participants au conflit.
Le soutien de Cuba à la lutte contre la politique d'Apartheid est reconnu par Nelson Mandela dès 1990 lors de sa libération puis plus tard quand, alors qu'il vient d'être élu à la présidence de l'ANC, il rend visite à Cuba en juillet, ceci après avoir rendu visite à Mouammar Kadhafi en mai 1990 après sa sortie de prison.
Cuba a également envoyé des troupes en Éthiopie en 1977, à partir du moment où la junte militaire dirigée par Mengistu Haile Mariam avait décidé de s'allier à l'URSS.
Dans les années 1980, plusieurs milliers de conseillers militaires furent envoyés pour soutenir le gouvernement sandiniste du Nicaragua.

### Relations avec le Canada et Trudeau
En 1976, Pierre Elliott Trudeau, alors Premier ministre du Canada fit à Cuba l'une des premières visites d'État d'un dirigeant occidental pendant l'embargo imposé par les États-Unis, ce qui est étrange en raison des différends idéologiques des deux hommes. En fait, Trudeau cherchait à se démarquer par tous les moyens des États-Unis et Cuba représentait une des rares fenêtres d'opportunité disponibles pour lui.
Il apporta 4 millions de dollars d'aide canadienne et offrit un prêt de 10 millions supplémentaires. Dans son discours, Trudeau déclara : « Longue vie au commandant en chef Fidel Castro. Longue vie à l'amitié cubano-canadienne. » L'amitié entre les deux hommes se poursuivit après le retrait du Premier ministre de ses fonctions et Trudeau se rendit à de nombreuses reprises sur l'île dans les années 1980 et 1990. Castro fit le déplacement au Canada en 2000 à Montréal (Québec) pour assister à ses funérailles. Ce fut d'ailleurs l'une des très rares fois où Castro ne revêtit pas son traditionnel uniforme militaire vert pour une fonction officielle.

### Problèmes des demandeurs d'asile
Le 28 mars 1980, un bus de demandeurs d'asile s'écrasa contre les portes de l'ambassade péruvienne à La Havane. Plus de 10 000 Cubains entrèrent dans l'ambassade en 48 heures. Le 20 avril, Castro annonça que tous ceux qui le souhaitaient pouvaient quitter le pays via le port de Mariel à La Havane. Les exilés cubains se mirent à naviguer vers Mariel formant ce qui fut appelé la « flottille de la liberté ». Selon les garde-côtes américains, 124 776 Cubains avaient quitté le pays lorsque Castro ferma les vannes le 26 septembre.
Bien que la plupart des Cubains qui quittèrent l'île pendant cette période aient été des demandeurs d'asile réels, Castro en profita pour expulser 20 000 citoyens criminels.

### Critiques contre les États-Unis
Fidel Castro a été au pouvoir face à dix présidents des États-Unis (Eisenhower, Kennedy, Johnson, Nixon, Ford, Carter, Reagan, George H. W. Bush, Clinton, et G.W. Bush).

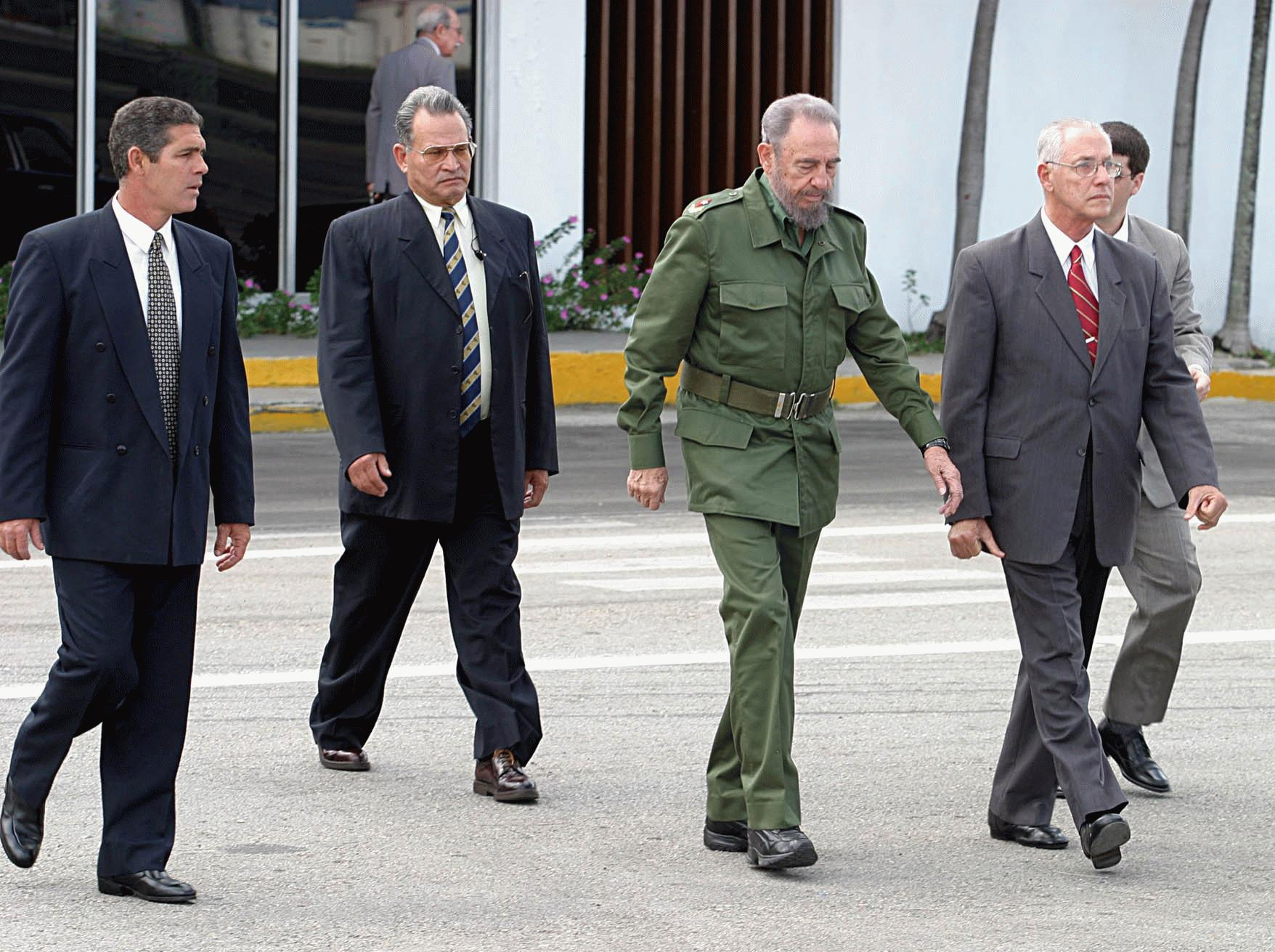
Fidel Castro, le 26 septembre 2003.

Fidel Castro se livre à de virulentes critiques contre la politique américaine d'embargo et les tentatives fréquentes de renversement de son gouvernement. Il condamne aussi la mainmise des entreprises américaines sur les pays en voie de développement et même la politique de santé publique des États-Unis. Il a sévèrement critiqué la politique migratoire de son voisin qui empêche les émigrés cubains de rendre visite à leur famille dans l'île, et qui pousse les migrants à tenter la traversée mortelle.
Il s'oppose aussi à l'attitude des pays développés vis-à-vis des pays en voie de développement, regrettant le poids croissant du service de la dette extérieure. Il accuse les États-Unis d'avoir eux-mêmes organisé les attentats du 11 septembre 2001 et affirme que le Pentagone a été touché avec un missile et non par le vol 77 American Airlines.
Nombreuses sont les accusations dont les États-Unis font l'objet. Pendant la Guerre froide, ils ont provoqué selon le gouvernement cubain de nombreuses attaques secrètes et mortelles contre Cuba afin d'affaiblir le pays et par là même faire tomber le gouvernement Castro. En 1971, une épidémie de peste porcine africaine aurait été importée par des organisations anti-castristes soutenues par la CIA, ce qui fut révélé par la presse américaine en 1977. Les Cubains durent abattre la moitié de leurs porcs pour enrayer la maladie.
En 1988, le procès du leader d'Omega 7, Eduardo Arocena, pour le meurtre du diplomate cubain Félix García en apporta de nouvelles preuves. D'autres pathologies telles que la mycète du tabac ou le smut de la canne à sucre leur furent attribuées, tout comme les tentatives répétées d'assassinat de leaders cubains, qui seraient au nombre de 638 d'après le livre de Fabian Escalante, ancien des services cubains.
En 1988, Castro prend ouvertement parti contre l'évolution des pays « socialistes » vers l'économie de marché et la démocratie représentative.

### Procès du général Arnaldo Ochoa Sánchez
Le héros de la guerre civile angolaise, le général Arnaldo Ochoa Sánchez, très populaire dans l’armée et l'opinion publique est arrêté pour trafic de drogue. Celui-ci aurait eu recours à des sources de financement illégales pour pallier la réduction des financements apportés par Cuba (dont l’économie commençait à souffrir des nouvelles circonstances internationales) pour financer son corps expéditionnaire en Angola. Sont également arrêtés sous les mêmes chefs d'inculpation José Abrantes, ministre de l'Intérieur et ancien compagnon de Castro lui-même, ainsi que quelques autres représentants de ce ministère. Dans les semaines qui suivent, après que les cinq accusés ont reconnu leur culpabilité, quatre d'entre eux, dont le général, sont condamnés à mort, tandis que l'ancien ministre José Abrantès est condamné à 20 ans de prison mais décédera durant sa période de détention. Arrêté en juin 1989, Ochoa est exécuté le 13 juillet 1989. Pour certains opposants au régime cubain, ce procès résulterait d'une décision de Castro de réaffirmer son autorité en neutralisant un militaire réformateur selon eux en position de réaliser un coup d’État, et ils le comparent aux grands procès staliniens des années 1936-1938. Pour d'autres, la sévérité de la peine s'expliquerait par la volonté des autorités de maintenir une moralité intransigeante, même en période de crise. Dans son livre La Vie cachée de Fidel Castro, l'ex-garde du corps Juan Reinaldo Sanchez passé aux États-Unis affirme que ce trafic de drogue impliquait d'autres personnalités du régime cubain et que les coupables ont été exécutés pour empêcher la vérité d'éclater.
D'après le journaliste Ignacio Ramonet, après avoir passé sa vie à combattre les États-Unis, Arnaldo Ochoa « considérait, logiquement, que tout ce qui peut affaiblir les États-Unis ne peut qu’être bon pour Cuba. Aussi, il estimait que le trafic de drogue n'est point immoral quand il a pour cible les États-Unis : parce qu'il garantit aux paysans latinos-américains des revenus plus corrects ; qu'il favorise les investissements dans l'économie compensant l'hémorragie financière causée par le service de la dette extérieure ; et, enfin, parce qu'il mine la société américaine en aggravant la délinquance, les désordres et le mécontentement.»
Fidel Castro déclare, au cours d'un entretien, que l'affaire « Ochoa était une affaire de droit commun » et indique : « nous avons décidé [que] ces délits se sont transformés en acte de trahison ». Enfin Fidel Castro ajoute « Peu de gens ont autant souffert que moi de l'exécution d'Ochoa ». Son biographe Jean-Pierre Clerc dénonce le « machiavélisme » de Fidel Castro « prêt à tout, absolument tout, pour se maintenir au pouvoir ». Selon Le Figaro, Fidel Castro « se refusait de voir condamner le général Ochoa », mais le ministre des Forces armées Raúl Castro avait l'intention de « percer l'abcès de la corruption » dans l'armée. Regis Debray, explique que ce « procès de Moscou à retardement qu'on appelle procès Ochoa a coupé les derniers rapports que je pouvais avoir avec l'officialité cubaine », et considère que « Castro, c'est Trotski, Lénine et Staline emboîtés en un seul caudillo ».

### Balseros

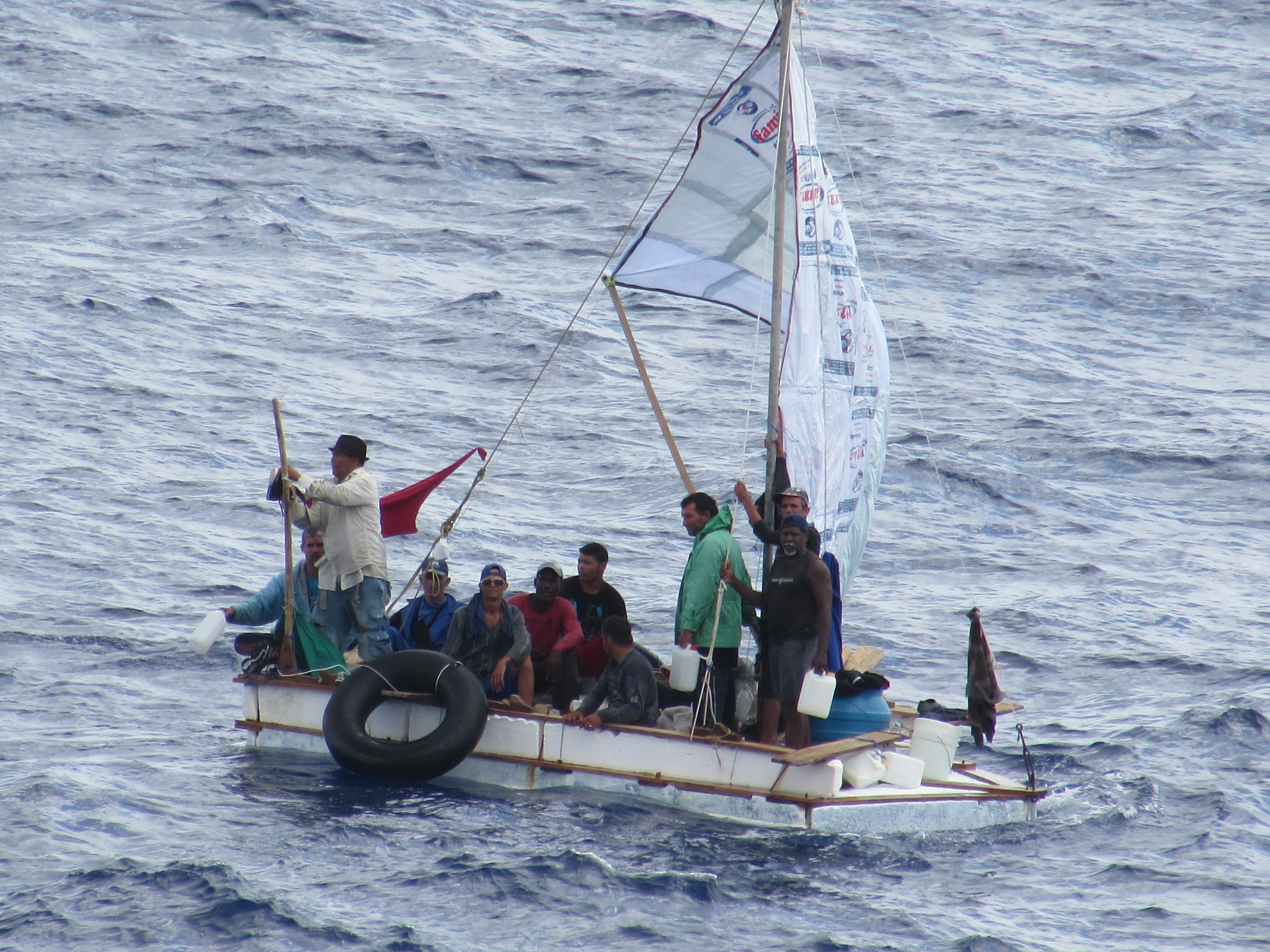
Balseros en 2014.

Le 13 juillet 1994 a lieu le massacre du remorqueur 13 de Marzo qui voit la mort de 41 personnes, dont 10 enfants, dans le naufrage de leur bateau. Dans l'après-midi du 5 août 1994, des centaines de Cubains se rassemblent sur le Malecón de La Havane pour essayer de quitter l'île, à la suite d'une rumeur infondée indiquant l'arrivée prochaine de bateaux américains. L'espérance de ces candidats à l'exil est déçue. Alors ce rassemblement spontané se transforme en manifestation contre Fidel Castro et la révolution cubaine. L'émeute est rapidement mise au pas. Puis Fidel Castro décide d'annuler l'interdiction d'émigrer, des dizaines de milliers de Cubains, les Balseros, tentent alors de rejoindre la Floride dans des embarcations improvisées.

### Projet Varela et réactions de Fidel Castro
La pétition du projet Varela, réclamant une démocratisation de la société cubaine, recueille finalement 25 000 signatures
, Fidel Castro organise en novembre 1999, une manifestation rassemblant un million de personnes à La Havane, il y dénonce des opposants qualifiés de « laquais de l'impérialisme». En juin 2002, fort d'une pétition de 11 millions de signataires, organisée par le régime, les députés inscrivent dans la Constitution de Cuba l'irrévocabilité du socialisme. En mars 2003, c'est le Printemps noir de Cuba, Fidel Castro fait arrêter 75 opposants dont des personnalités liées au projet Varela. Ces dissidents sont condamnés à de lourdes peines de prison. Depuis cette époque les Dames en blanc manifestent périodiquement à La Havane. Le 11 avril 2003, le moratoire sur la peine de mort est interrompu et trois Cubains, arrêtés le 2 avril, sont exécutés pour « terrorisme » à la suite d'une prise d'otages dans le détournement d'un ferry vers les États-Unis. La réprobation est internationale, Fidel Castro perd de nouveaux soutiens dont celui de José Saramago.

### Alternative bolivarienne pour les Amériques

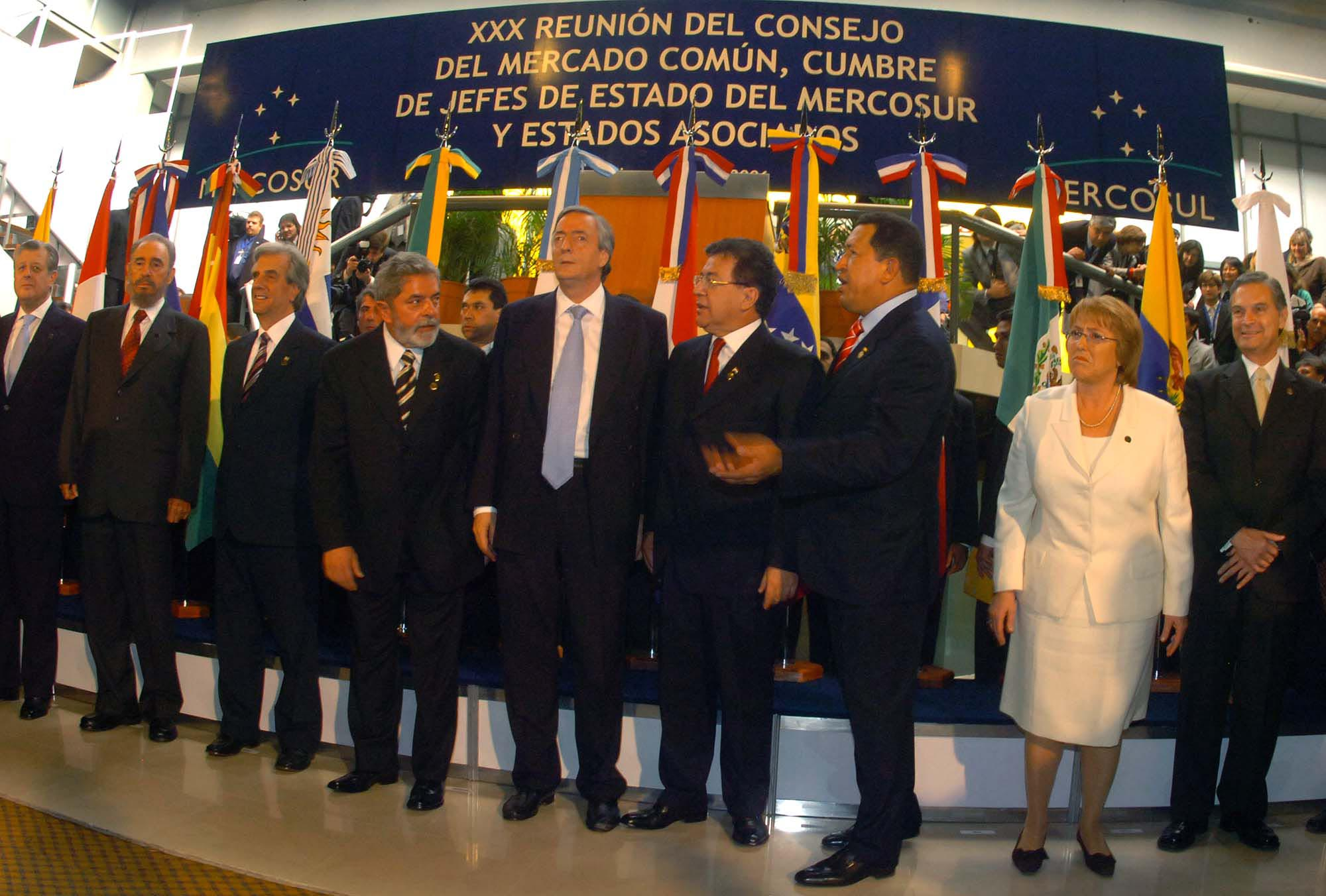
Chefs d'État des pays du Mercosur et des pays associés lors du XXXe sommet, à Córdoba le 21 juillet 2006

Hugo Chávez, président du Venezuela, et Fidel Castro ont entamé en avril 2005 la mise en œuvre de l'Alternative bolivarienne pour les Amériques (ALBA), renforçant la coopération entre les deux pays.

## Dernières années (2006-2016)

### Problèmes de santé et question de la succession
Le 31 juillet 2006, à la suite d'une crise intestinale aiguë, Fidel Castro cède temporairement ses pouvoirs au premier vice-président du Conseil d'État, son frère Raúl Castro, et subit une opération chirurgicale. À la suite de cette grave hémorragie intestinale, il apparaît à la télévision cubaine, visiblement fragilisé, affirmant que sa récupération de l'intervention chirurgicale qu'il avait subie se passait bien. Des doutes persistent néanmoins quant au véritable état de santé du leader cubain. Selon des rapports des services de renseignement américains, Castro serait atteint d'un cancer en phase terminale. Cependant, le 30 janvier 2007, la télévision vénézuélienne diffuse une vidéo en contradiction avec les déclarations américaines, vidéo qui aurait été tournée trois jours auparavant. On y voit Castro debout, s'entretenant avec Hugo Chávez. Sur cette vidéo, il semble en regain de forme et parait avoir repris du poids par rapport à la dernière vidéo d'octobre 2006.
Le 20 avril 2007, après plusieurs mois d’éloignement de ses fonctions, Fidel Castro reçoit à La Havane une délégation officielle chinoise de haut niveau. La durée de la rencontre (une heure) ainsi que les photos parues dans la presse locale semblent confirmer l’évolution positive de l’état de santé du leader cubain.
Le 6 juin 2007, Fidel Castro fait sa grande réapparition, après plus d'un an d'absence, lors d'une interview de 52 minutes à la télévision nationale cubaine. « Tout ce que je puis dire à mes compatriotes, c'est que je fais maintenant ce que je dois faire et rien de plus, il n'y a aucun secret », a déclaré le leader cubain qui avait fait lui-même de sa santé un « secret d'État » dans son communiqué au lendemain de l'annonce de sa première opération. « Il n'y a aucun secret d'État », a-t-il répété, avant de viser « l'espionnage » américain en assurant qu'« avec leurs satellites, ils vérifient n'importe quelle personne qui se présente à l'entrée de (ma) porte ». Alors que les responsables cubains répètent depuis plusieurs mois qu'il reviendra prochainement aux affaires, le chef de l'État cubain n'a fait aucune allusion à la question, consacrant l'essentiel de l'entretien à rendre hommage au Viêt Nam, un « pays-frère » allié de Cuba.
À partir du 29 mars 2007, Fidel Castro signe des articles politiques publiés dans la presse officielle cubaine. Son allié le président vénézuélien Hugo Chávez affirme régulièrement que l'état de santé du leader cubain est bon et dément des spéculations sur sa mort. Enfin, le 21 septembre 2007, plus de trois mois après sa dernière prestation télévisée, Fidel Castro réapparait sur le petit écran pour démentir ces rumeurs. « Eh bien, je suis là. Il est moribond, il est mort, il va mourir après-demain. Eh bien, personne ne sait quel jour il va mourir » a plaisanté le leader cubain au terme de l'entretien d'une heure.
Le 2 décembre 2007, le leader cubain est choisi comme candidat à l'Assemblée nationale en vue des élections du 20 janvier 2008 ce qui lui permet théoriquement de se présenter au scrutin présidentiel.
Puis, le 18 décembre 2007, Castro laisse entendre qu'il est prêt à abandonner formellement le pouvoir. « Mon devoir élémentaire consiste à ne pas m'accrocher à des fonctions et à ne pas non plus faire obstacle à l'émergence de personnes plus jeunes » écrit-il dans une lettre adressée au peuple cubain.
Dans un texte publié le 24 janvier 2008 à la première page des quotidiens cubains, l'ancien révolutionnaire a dévoilé pour la première fois quelques détails sur cet épisode douloureux de sa vie. « Quand je suis tombé gravement malade la nuit du 26 et à l'aube du 27 juillet, j'ai pensé que ce serait la fin », écrit-il. « Tandis que les médecins luttaient pour ma vie, le conseiller en chef du Conseil d'État a lu sur mon insistance le texte et j'ai dicté les changements à apporter », poursuit-il, faisant référence à ses mémoires.
Enfin le 19 février 2008, Fidel Castro annonce son retrait de la tête de l'État cubain,. Les analystes politiques s'accordent à penser qu'il jouera un rôle de « patriarche » vigilant. Raúl Castro lui succède le 24 février. Fidel Castro détient le record de longévité à la tête d’un État, à l’exception des rois et des reines. C’est après 49 ans d’exercice du pouvoir qu’il transmet celui-ci à Raúl Castro.

### Retrait du pouvoir

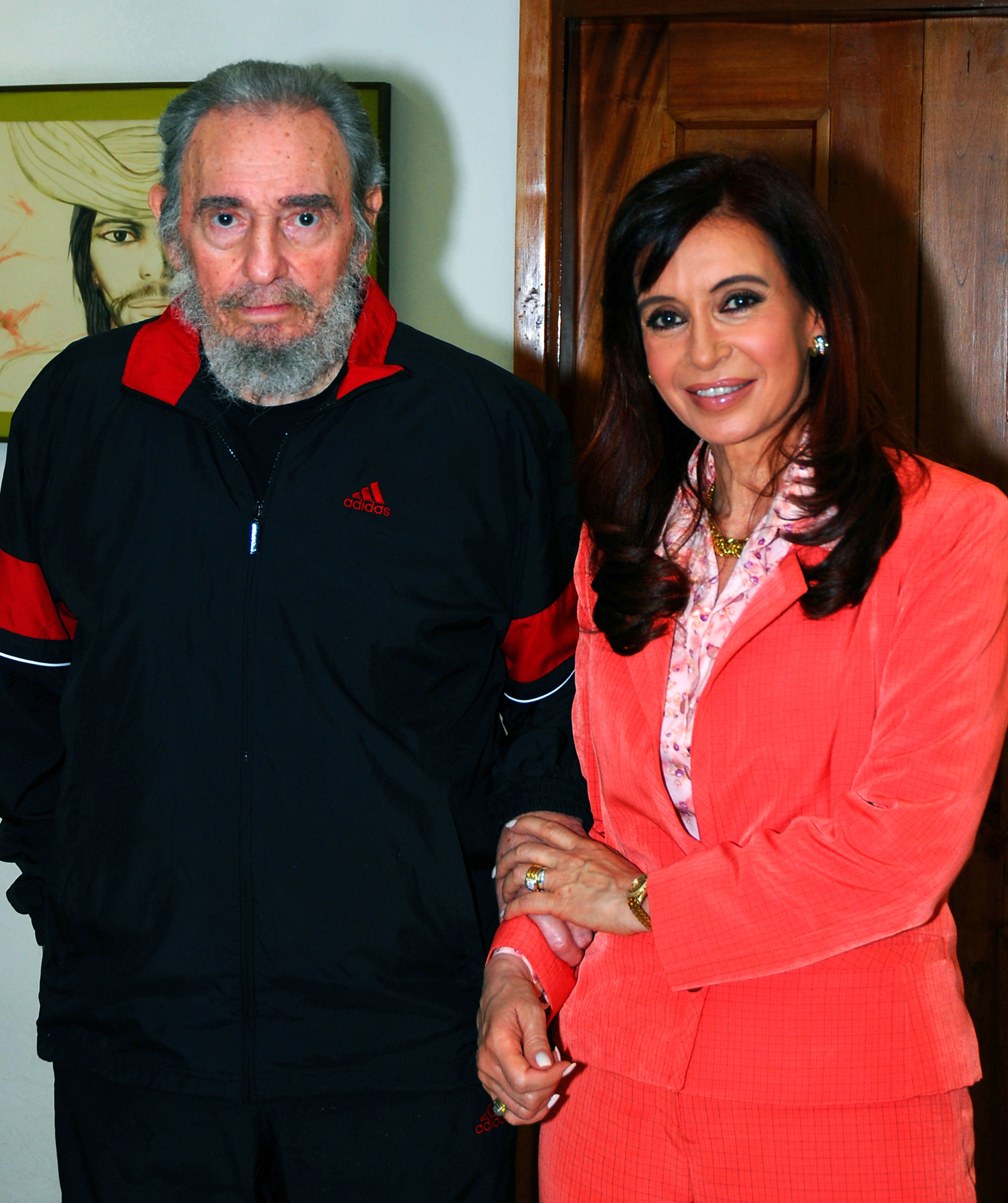
Fidel Castro et la présidente argentine Cristina Fernández de Kirchner à La Havane le 21 janvier 2009.

Après son départ, Fidel Castro vit dans une maison à une dizaine de kilomètres à l'ouest de la Havane, décrite comme « confortable mais non luxueuse » par le journal El País. Dans cette résidence très gardée, il combat une santé qui se dégrade. Il n'effectue plus de déplacements à l’étranger et ses apparitions en public se raréfient. Les médias cubains révèlent qu’il se consacre essentiellement à l’écriture. Il reçoit également des visiteurs, en particulier des chefs d’État sud-américains comme le président vénézuélien Nicolás Maduro, les présidentes brésilienne Dilma Rousseff ou argentine Cristina Kirchner, mais également des dignitaires de pays alliés tel que le Premier ministre vietnamien Nguyen Tan Dung, le président russe Vladimir Poutine ou encore le ministre des affaires étrangères chinois Wang Yi. Il rencontre aussi le pape Benoît XVI. En avril 2013, il apparaît lors de l’inauguration d’une école de son quartier et rend hommage à l’occasion à son ami récemment disparu Hugo Chávez qu'il a reçu plusieurs fois,. Le premier vice-président cubain Miguel Díaz-Canel affirme en avril 2014 que Fidel Castro « va bien ».
Malgré son retrait du pouvoir, Fidel Castro, même s'il ne gère plus les affaires quotidiennes, reste présent et influent dans la société cubaine. Il publie un livre, La Paz en Colombia (« La paix en Colombie »), téléchargeable librement, ainsi que le premier tome de ses Mémoires, Les chemins de la victoire. II continue d'intervenir dans le débat politique en multipliant ses réflexions sur l'actualité au travers de chroniques périodiques dans la presse cubaine.
Il réapparaît le 8 janvier 2014 lors d’une exposition d’art du peintre Kcho qui a lieu 55 ans jour pour jour après sa prise de pouvoir. L’ancien dirigeant cubain, âgé de 87 ans, y est apparu affaibli et vieillissant, voûté, montrant des difficultés évidentes à effectuer les gestes les plus simples, s’appuyant sur une canne pour progresser ou bien nécessitant une aide. Ensuite, ses rares apparitions publiques ne sont communiquées que par des photographies comme lors de sa rencontre avec le président français François Hollande le 11 mai 2015, premier dirigeant occidental à mettre les pieds sur l'île depuis Jean Chrétien en 1998. Le 20 septembre 2015, il apparaît recevant à son domicile le pape François durant une quarantaine de minutes. Lors de cet entretien, les deux hommes parlent notamment d'environnement et s'échangent des livres.

## Mort et funérailles

### Annonce

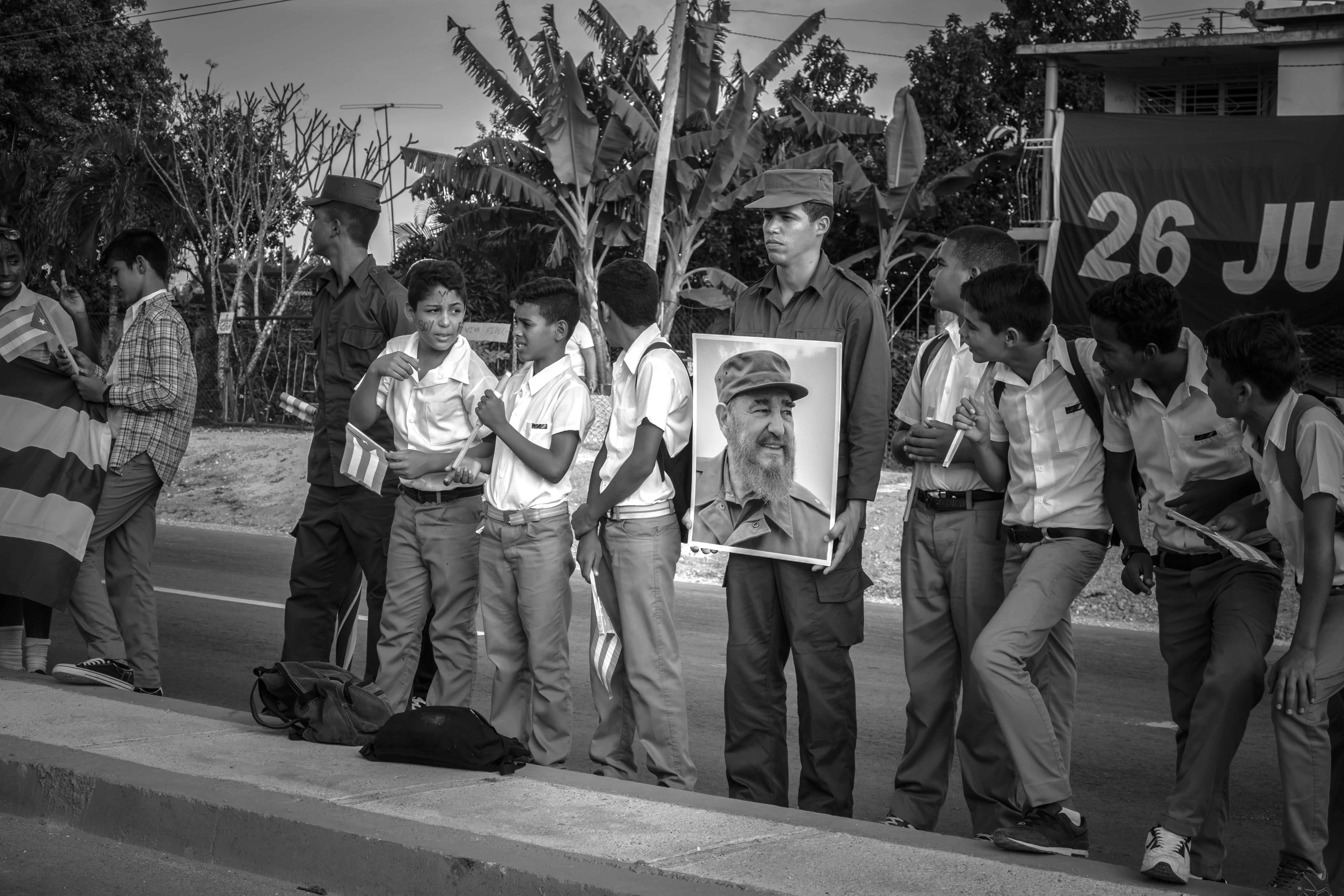
Le 2 décembre 2016, en attendant le cortège funèbre de Fidel Castro.

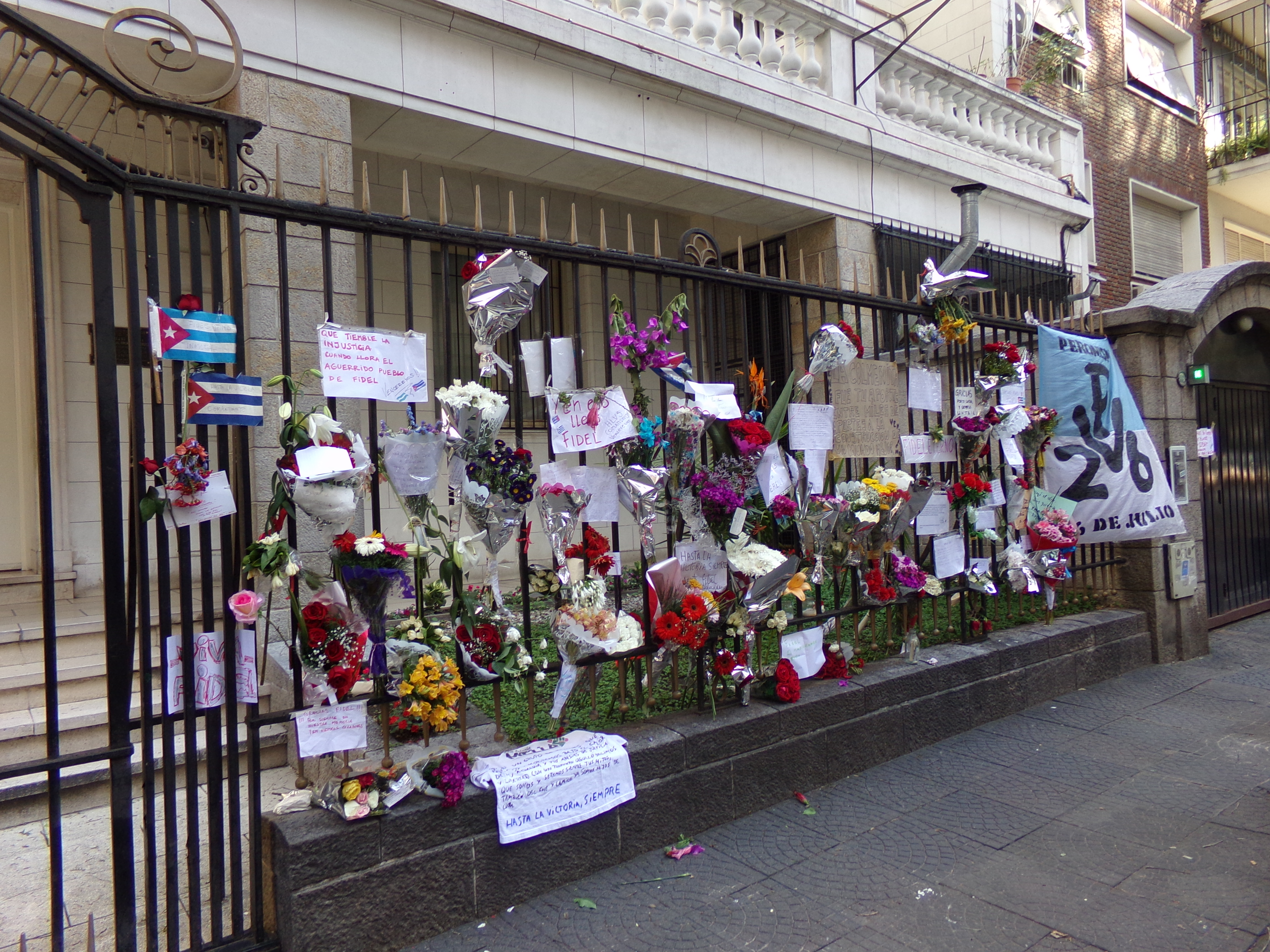
Hommages à Fidel Castro devant l'ambassade de Cuba à Buenos Aires (Argentine).

Le 25 novembre 2016, son frère et successeur Raúl Castro annonce, lors d'une allocution télévisée, la mort à l'âge de 90 ans du « commandant en chef de la révolution cubaine » survenue la veille au soir à 22 h 29 (heure locale). Il précise que selon les dernières volontés du défunt sa dépouille sera incinérée dès le lendemain aux premières heures de la matinée. Par ailleurs, neuf jours de deuil national sont décrétés par les autorités.

### Réactions nationales
Berta Soler, leader des Dames en blanc, indique : « Quand un dictateur meurt, il faut rire, il faut faire la fête ». Le graffeur Danilo Maldonado Machado est arrêté, après avoir écrit sur un mur « Se fue » (« Il est parti »). Il s'est filmé écrivant ces mots puis a mis en ligne une vidéo dans laquelle il appelle les Cubains à sortir dans la rue pour réclamer la liberté. Il a été libéré près de deux mois plus tard le 21 janvier 2017. En mars 2017, Eduardo Cardet, coordinateur national du Mouvement chrétien de libération, est condamné à trois ans de prison après avoir critiqué Fidel Castro, quelques jours après la mort de ce dernier en novembre 2016.
Plusieurs millions de Cubains - plus de six millions selon les estimations officielles - participent aux hommages officiels rendus dans les lieux publics à Fidel Castro dans les jours qui suivent sa mort.
Dix jours de prohibition de consommation d'alcool ont lieu.

### Réactions des Cubains à l'étranger
Sa sœur Juanita Castro, entrée en dissidence depuis cinquante ans et vivant depuis à Miami, après avoir dénoncé publiquement les dérives du régime castriste, déclare : « Je ne me réjouis de la mort d'aucun être humain et je peux d'autant moins le faire avec une personne de mon sang et portant mon nom. […] En tant que sœur de Fidel, je ressens en ces moments la perte d'un être humain de mon sang ». Elle annonce néanmoins qu'elle ne se rendra pas à Cuba pour les funérailles de son frère, dénonçant ainsi les rumeurs sur son éventuelle présence. Elle affirme en outre qu'elle n'avait pas l'intention de retourner un jour sur l'île.

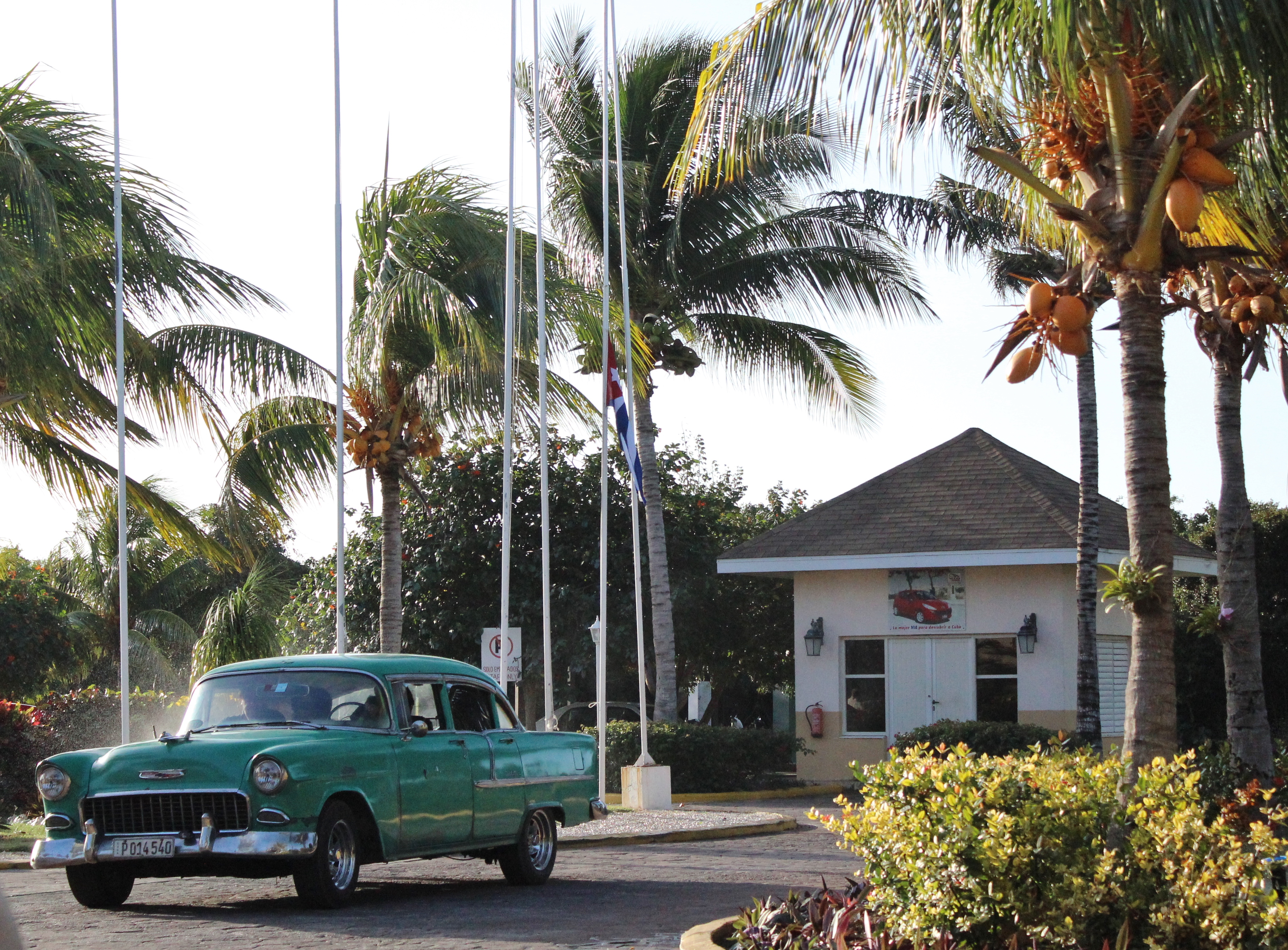
Drapeau cubain en berne à Cuba (Santa-Maria) lors du deuil national suivant la mort de Fidel Castro.

Pour Zoé Valdés, un tyran est mort mais un autre lui succède avec Raúl Castro. Le combat pour la liberté et la démocratie, contre la dictature militaire, doit continuer.

### Réactions internationales
Sa mort conduit à des déclarations de divers chefs d'État. Ainsi, Donald Trump a tweeté « Fidel Castro est mort ! » alors que Barack Obama a considéré que « l'Histoire jugera l'impact énorme de Fidel Castro ».
Pour la Maison-Blanche, « Nous tendons une main d'amitié au peuple cubain. Nous savons que ce moment inspire aux Cubains — résidents à Cuba et aux États-Unis — de profondes et puissantes émotions, rappelant les innombrables manières dont Fidel Castro a changé le cours de la vie des personnes, des familles et de la nation cubaine. L'histoire retiendra et jugera l'immense influence de cette personnalité singulière sur les gens et le monde autour de lui. »
Pour le président de la république populaire de Chine Xi Jinping, « Le peuple chinois a perdu un camarade bon et sincère ».
Pour Vladimir Poutine, « Cet homme d’État émérite est à juste titre considéré comme le symbole d’une époque de l’Histoire moderne du monde ». Pour Mikhaïl Gorbatchev, « Fidel a résisté et a fortifié son pays au cours du blocus américain le plus dur, quand il y avait une pression monumentale sur lui et il a pu mener son pays sur la voie du développement indépendant ».
Pour le Premier ministre indien Narendra Modi, il était « l'une des personnalités les plus iconiques du XXe siècle ».
D'après le Premier ministre slovaque Robert Fico dont l’État préside à ce moment l'Union européenne, « Cuba n'a jamais menacé quiconque et ne veut que vivre sa propre vie. Nombreux sont ceux qui à tort ont haï et continuent de haïr Cuba pour son courage ».
Pour le Premier ministre canadien Justin Trudeau, les Canadiens « s’associent au peuple cubain dans le deuil » après la mort de Fidel Castro et « la perte d’un leader remarquable ».
Pour Mohammad Javad Zarif, ministre iranien des Affaires étrangères, il était « une personnalité unique qui a combattu contre le colonialisme et l'exploitation », « un modèle des luttes pour l'indépendance des nations opprimées ».
Pour Nicolás Maduro, « Tous les révolutionnaires du monde, nous devons poursuivre son héritage et sa bannière d’indépendance, de socialisme, de patrie humaine ».

### Deuil et funérailles

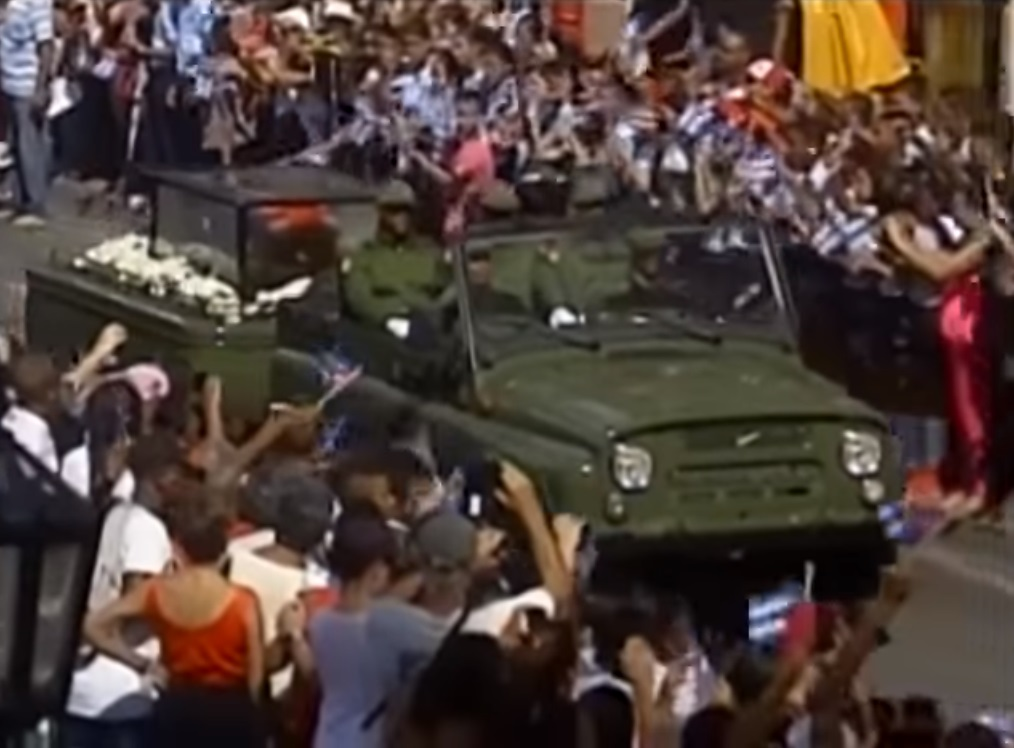
Posée sur une remorque à l'arrière d'une jeep militaire, l'urne funéraire de Fidel Castro, recouverte d'une coque de verre, a réalisé un périple de quatre jours à travers Cuba.

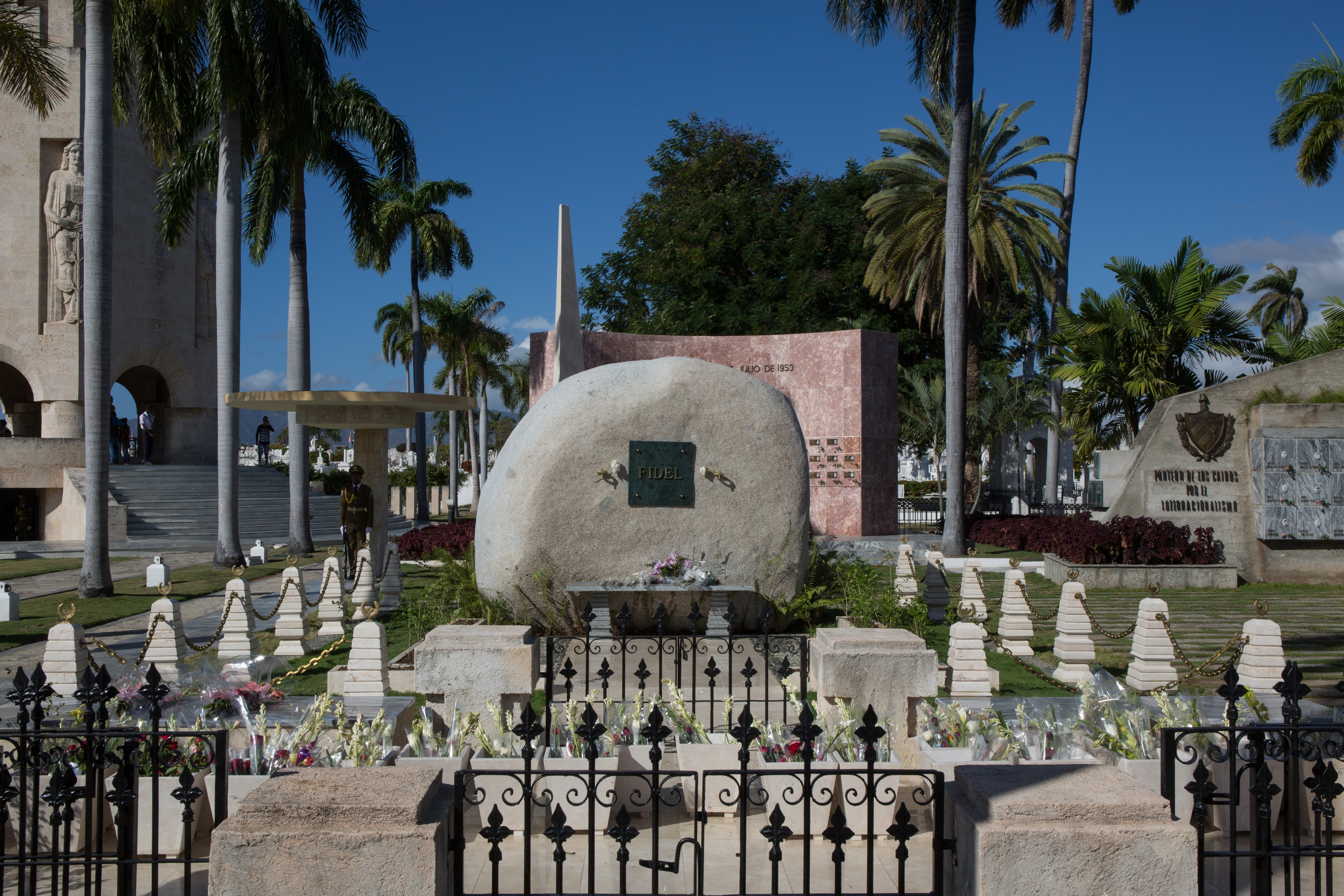
Sépulture de Fidel Castro.

Au cours des neuf jours de deuil national, les cendres de Fidel Castro ont parcouru 13 des 15 provinces cubaines, avant qu'il ne soit inhumé dans la plus stricte intimité au cimetière Santa Ifigenia à Santiago de Cuba, le berceau de la révolution castriste situé dans l’est du pays. Sa sépulture, située à quelques mètres de celle de José Martí, le père de l’indépendance cubaine, se présente sous la forme d'un simple bloc de granit de 2,5 mètres de haut, sur lequel fut apposé une plaque de marbre portant l'inscription « Fidel ». Par ailleurs, Raúl Castro a annoncé qu'aucun monument ni statue ne sera édifiée à la mémoire de son frère, expliquant que « le leader de la révolution rejetait toute manifestation du culte de la personnalité […] jusque dans ses dernières heures »,,.

## Politique

### Système électoral
Après la prise de pouvoir en 1959, Fidel Castro s'est engagé à organiser des élections dans un délai de deux ans. Puis en avril 1959, il indique que celles-ci seraient organisées quand le chômage et l'analphabétisme auront disparu. Le 1er mai 1960, il déclare : « Des élections ? Pour quoi faire ? ». Pour Fidel Castro, les élections sont devenues inutiles : « Une révolution exprimant la volonté du peuple est une élection chaque jour […] Le peuple a-t-il le temps de faire des élections ? Non ! La révolution n'a pas de temps à perdre avec de telles folies ».
Concernant les partis politiques Fidel Castro déclare en juillet 1965 : « Nous avons un parti qui représente uniquement les ouvriers et nous ne voulons pas de partis politiques qui représentent ceux qui les exploitent ». Puis il organise des élections pour faire adopter une nouvelle Constitution. Le 15 février 1976 celle-ci est approuvée par 97,7% des votants.
Pour l'écrivain cubain Reinaldo Arenas, Fidel Castro avait trois alternatives politiques en 1959. La mise en place d'élections démocratiques qui lui auraient permis d'être élu cependant il doit alors accepter une opposition et sa présence à la direction du pays serait éphémère. Mettre en place une dictature de droite mais qui n'assure pas un pouvoir définitif. Fidel Castro retient la troisième option en organisant « la tyrannie communiste, qui, à ce moment-là, outre qu’elle le couvrait de gloire, semblait lui assurer le pouvoir à vie. ».
Pour l'ancien ambassadeur français Jean Mendelson, s’exprimant en 2016 : « Cuba ne correspond à aucune case : ni démocratie représentative, ni dictature. Cuba n'a jamais été une démocratie parlementaire ; ce n'est pas un vrai État de droit, en dépit des apparences et d'un formalisme souvent paralysant. Mais ce système n'est pas comparable avec les dictatures latino-américaines encore présentes dans nos mémoires. Cuba n'a d'ailleurs pas non plus grand-chose à voir avec des pratiques encore fréquentes dans des pays voisins considérés comme démocratiques : à Cuba, il n'y a ni assassinat politique, ni exécution extrajudiciaire, ni enlèvement ou disparition d'étudiants, de syndicalistes ou de journalistes dissidents ; depuis cinq ans, semble-t-il, il n'y a plus de condamné détenu pour motif politique dans les prisons cubaines. Un moratoire sur la peine de mort existe depuis plus de treize ans ».

### Politique économique
Castro consolide le contrôle de l'État sur la production en nationalisant les industries, en expropriant aussi bien les Cubains que les non-Cubains et en mettant en place des politiques sociales. En 1963, il met en place un carnet d'alimentation ; la libreta. Nombre de Cubains, à cause des expropriations, de la pauvreté ou pour des raisons politiques, quittèrent l'île, la plupart pour Miami, en Floride, où ils constituèrent une importante communauté anti-castriste. À cause de la politique des blocs durant la Guerre froide, et à cause de l'embargo établi par les États-Unis, Cuba devient de plus en plus dépendant des échanges commerciaux avec l'URSS et le bloc de l'Est, qui représentèrent environ 50 % de son PNB réel, dont une aide importante sous la forme de prix surévalués. La dissolution de l'Union soviétique en 1991 eut de sévères répercussions sur l'économie du pays.
Les sanctions économiques des États-Unis contre Cuba, interdisant notamment aux touristes américains de s'y rendre, sont un facteur majeur du sous-développement de l'île. Cependant l'embargo n'empêche pas Cuba, pour des produits ne contenant aucune technologie américaine, de commercer avec les autres pays. Les États-Unis contrôlent les filiales étrangères des compagnies américaines qui commercent avec Cuba et imposent des sanctions aux compagnies étrangères qui font des bénéfices sur des propriétés nationalisées sans compensation. Ils restreignent également leurs propres échanges avec les petits pays qui traitent avec Cuba.[réf. nécessaire] Cependant les États-Unis sont de fait le premier partenaire commercial de Cuba. Un bateau qui a accosté dans un port cubain ne peut, avant trois mois, entrer dans un port américain.
Cuba est la deuxième destination touristique des Caraïbes la plus prisée (derrière la République dominicaine) ce qui lui apporte des devises étrangères vitales. L'île reçoit également d'importants revenus (on les estime à 850 millions de dollars) de la part de Cubains exilés, qui en envoient à leur famille ou à leurs amis. En échange de personnel médical, Cuba reçoit également du pétrole en provenance du Venezuela, à la suite de la suppression du canal d'alimentation de l'Europe de l’Est.
Ces dernières années, Fidel Castro a encouragé le développement de la biotechnologie pour soutenir l'économie cubaine et trouver des substituts à la dépendance extérieure cubaine en matière de produits de santé. Cette politique a fait craindre un développement d'armes biologiques par Cuba. Aussi, en 2002, l'un des objectifs de la visite de l'ancien président Carter était-elle de visiter les sites d'ingénierie génétique. Depuis, l'île a bénéficié des exportations de technologie médicale et de la croissance du tourisme à but sanitaire.

### Systèmes d'éducation et de santé cubains
La communication du gouvernement cubain à propos des réalisations économiques et sociales met un fort accent sur deux domaines phares : l’éducation et la santé.
À Cuba, chacun peut accéder aux soins et à l'éducation. Depuis la révolution, ces deux domaines montrent des statistiques officielles très bonnes, parmi les meilleures d’Amérique latine. Néanmoins, Cuba était déjà le pays le plus alphabétisé des Caraïbes avant la révolution castriste.

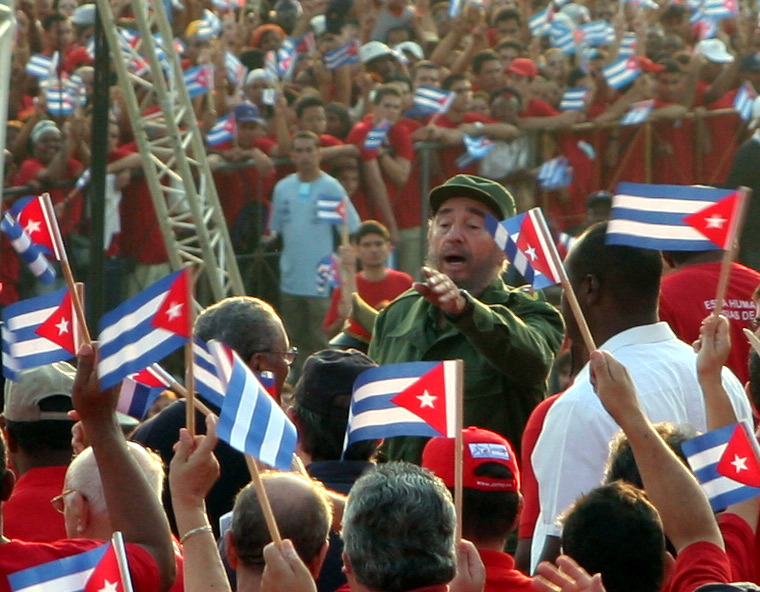
Fidel Castro, le 1 mai 2005.

En 2000, un demi-siècle après la révolution, les taux officiels cubains se sont améliorés tant pour l’alphabétisation (99 %) que pour la mortalité infantile (4,2 pour mille, le taux le plus faible d'Amérique devant le Canada). Selon les statistiques de l’Unesco, le taux d’instruction de base à Cuba est l’un des plus élevés d’Amérique latine.
La campagne d'alphabétisation engagée par Fidel Castro a été concentrée sur les campagnes, notamment celles de la province Oriente où le niveau d'éducation[réf. nécessaire] était de l'ordre de 50 % avec un fort taux d'immigrés venant notamment d'Haïti. Lors d'un long (4h25) discours à l'automne 1960 devant les Nations unies, Fidel Castro annonça que Cuba serait « le seul pays qui pourra dire, après quelques mois, qu'il ne possède plus un seul illettré ». Près de 270 000 professeurs et étudiants furent envoyés à travers le pays pour apprendre à lire et à écrire à ceux qui le souhaitaient.
Les personnes qui terminaient leur cycle d'études étaient encouragées à envoyer une lettre à Fidel Castro comme test. Le musée national de l'instruction cubaine conserve 700 000 de ces courriers.
La télévision cubaine diffuse, en plus des programmes de divertissement, des cours du second degré pour la population adulte.
L’opposant cubain Jacobo Machover relativise les réussites du système éducatif cubain. Selon lui, « l’éducation massifiée, gratuite et accessible à tous, tient davantage de l’endoctrinement que de l’acquisition des savoirs. Et les élèves contribuent eux-mêmes à leur propre entretien, obligés qu’ils sont de participer à des travaux agricoles non rémunérés en effectuant des séjours prolongés à « l’école de la campagne ». Le système castriste a fondé un enseignement à plusieurs vitesses, avec l’existence de vocacionales, réservées en théorie aux meilleurs élèves, en pratique aux enfants des dirigeants du Parti. Quant à l’université, elle est interdite à tous ceux qui n’ont pas un dossier révolutionnaire à toute épreuve. Les séances de critiques et d’autocritiques publiques, à la suite desquelles les étudiants accusés d’attitudes « déviantes » ou de « diversionnisme idéologique » font l’objet d’une exclusion immédiate, sont monnaie courante. Pour tous, privilégiés ou non, l’apprentissage du « matérialisme dialectique et historique » est de règle ».
Le système de santé est d'excellente qualité. En reconnaissance de ses efforts, Fidel Castro fut le premier chef d'État à recevoir la médaille de la Santé pour tous, décernée par l'Organisation mondiale de la santé (OMS).
La mortalité infantile est la plus basse de la région, avec toutefois un fort taux d’avortements, notamment pour raison médicale. La majeure partie du travail effectué par Cuba en matière de santé a porté sur l'enfance. Les médias cubains mettent fréquemment en avant la différence entre les enfants cubains et ceux de Bogota, Los Angeles, Buenos Aires, les « pueblos jóvenes » du Pérou, ou les favelas du Brésil.
Tous les enfants cubains ont droit à un litre de lait par jour gratuitement jusqu'à l'âge de 7 ans.
L'espérance de vie à Cuba est à peine inférieure à celle des États-Unis en 2002, et est la plus élevée de toute l'Amérique latine. L'espérance de vie est passée de moins de 60 ans en 1959 à 79 ans en 2012, montrant l’amélioration des conditions de vie depuis le début du XXe siècle.
Environ 20 000 médecins de la brigade médicale cubaine ont été envoyés par Cuba auprès de 60 pays du tiers monde.

## Une personnalité controversée
Son gouvernement est régulièrement dénoncé comme une dictature,,,,,. Plusieurs observateurs, think-tank et ONG comme Amnesty International ont critiqué ses dérives autoritaires,,,. Le journaliste cubain en exil Jacobo Machover parle quant à lui de « pouvoir absolu ».
Cette vision est contestée par ses partisans, : Castro jouissait d'une certaine popularité auprès d'hommes politiques (Hugo Chávez, Evo Morales) et d'intellectuels (Eduardo Galeano, Adolfo Pérez Esquivel) en Amérique latine, en Afrique (Nelson Mandela), en France (Danielle Mitterrand et Jean-Luc Mélenchon) au Canada (Pierre Elliott Trudeau et Justin Trudeau) et aux États-Unis, où le révérend Jesse Jackson, ancien candidat à l'investiture du Parti démocrate pour l'élection présidentielle américaine, déclara en 1984 que Fidel Castro était « le politicien le plus honnête et le plus courageux qu'[il ait] jamais rencontré ».
Selon un sondage réalisé en septembre 2006 par l'entreprise américaine Gallup dans les villes cubaines de la Havane et de Santiago, 49 % contre 39 % de leur population soutiennent le gouvernement actuel. Contrairement à 80 % des habitants urbains d'Amérique latine, uniquement 26 % d'entre eux sont satisfaits de leur liberté individuelle.
Fidel Castro n'organise pas de culte de la personnalité : on ne trouvera pas dans l'île de statue du personnage. Il a été représenté trois fois sur un timbre. La première fois en 1974, en commémoration de la visite de Léonid Brejnev, la deuxième fois en 1998, en commémoration de la visite historique du pape Jean-Paul II, puis en 1999, sur un timbre commémorant le 40e anniversaire de la révolution. Le régime a plutôt encouragé l'admiration envers le héros de l'indépendance, José Martí, ou les martyrs de la révolution tels que Camilo Cienfuegos et surtout Che Guevara.[réf. nécessaire]
En France, son amitié et sa caution restent revendiquées par des hommes et des femmes politiques comme Danielle Mitterrand ou Jean-Vincent Placé. L'historien Pierre Rigoulot indique en 2016 : « Il y a encore beaucoup de gens qui ont du mal à parler de Fidel Castro comme un dictateur ». De nombreuses personnalités de carrure internationale, revendiquent leur amitié envers le « Comandante », de l'acteur américain Danny Glover, en passant par Desmond Tutu, Nelson Mandela ou bien Rigoberta Menchu.[réf. nécessaire]
Cependant, à l'étranger cette image est depuis longtemps contestée du fait du nombre de prisonniers politiques : « Depuis quarante ans, Amnesty International fait campagne contre les atteintes aux droits humains perpétrées par le gouvernement cubain ; l'organisation s'est élevée, en particulier, contre l'emprisonnement de dissidents politiques et de journalistes, victimes des sévères restrictions imposées à la liberté d'expression, d'association et de réunion. »
Selon l'historien Claude Morin, Fidel Castro ne correspond pas au portrait d’un dictateur, car il a conservé jusqu'au bout l’estime et la confiance des Cubains. D’autres estiment que son gouvernement reposait sur la répression de toute contestation. S’il a monopolisé les leviers du pouvoir, il ne les a pas utilisés à des fins d’enrichissement personnel et a au contraire vécu simplement.
Si Fidel Castro est généralement décrit comme un dictateur dans les médias occidentaux, il est considéré très différemment en Amérique latine, où, le 29 janvier 2014, les dirigeants des trente-trois pays de la région — y compris les conservateurs — l'avaient proclamé « guide politique et moral de l’Amérique », lors du deuxième sommet de la Communauté d’États latino-américains et caribéens (Celac).

### Une icône révolutionnaire

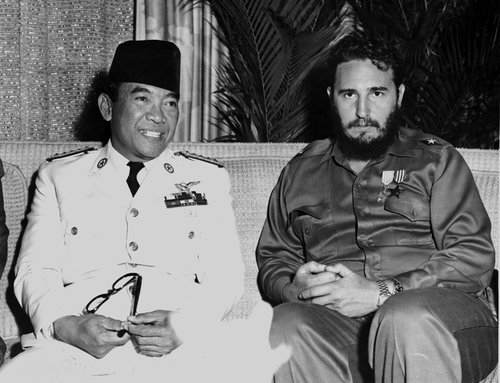
Castro et Soekarno en 1960

Dans de nombreux pays dits du tiers-monde, Fidel Castro bénéficie d'une grande popularité, notamment en Amérique latine. Lors de son retrait du pouvoir en 2008, de nombreux chefs d'État lui ont rendu hommage. Lula da Silva, président du Brésil, l'a qualifié de « seul mythe vivant de l'histoire de l'humanité ». Hugo Chávez, président du Venezuela, a quant à lui déclaré que « les hommes comme Fidel ne se retirent jamais ». Evo Morales en Bolivie, Daniel Ortega au Nicaragua, les dirigeants de l'ANC en Afrique du Sud, ou encore ceux du MPLA en Angola ont également assuré le président cubain de leur soutien.
D'autres personnalités politiques ou associatives sud-américaines ont manifesté leur admiration pour Fidel Castro. C'est le cas de Rosario Ibarra, sénatrice mexicaine, de João Pedro Stedile, président du Mouvement des sans-terre au Brésil, ou de Hebe de Bonafi, présidente de l'Association des mères de la place de Mai en Argentine. Portia Simpson-Miller, ex-Premier ministre de Jamaïque, a affirmé « c'est une légende, un géant, un champion ».

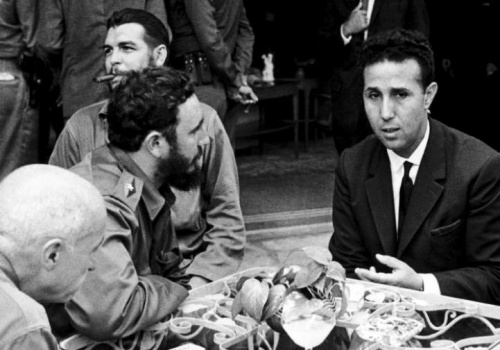
Castro, Che Guevara et Ahmed Ben Bella en 1962

Adolfo Pérez Esquivel, argentin qui reçut le prix Nobel de la paix en 1980 pour son action en faveur des droits humains, dit avoir « toujours été étonné par l’humanité que dégageait Fidel Castro ». Il décrit le révolutionnaire comme « l’un des plus grands hommes d’État », un « homme de culture » et « un intellectuel avec une vision parfois quasi prophétique ». Eduardo Galeano, écrivain uruguayen, compare Fidel Castro à Don Quichotte. Il évoque la « volonté têtue et l'archaïque sens de l'honneur de ce chevalier qui sans cesse s'est battu en faveur des perdants, comme son fameux collègue des campagnes de la Mancha ».
Gabriel García Márquez, colombien titulaire d'un prix Nobel de littérature, insiste sur « la confiance absolue qu'il place dans le contact direct », et écrit : « Son pouvoir est à la séduction. Il va chercher les problèmes là où ils sont. […] Sa patience est invincible. Sa discipline est de fer. La force de son imagination le pousse jusqu'aux limites de l'imprévu. ».
Bien qu'elles soient beaucoup moins nombreuses qu'en Amérique du Sud, certaines personnalités en France ont apporté leur soutien à Fidel Castro. Georges Marchais, ancien secrétaire général du Parti communiste français, était l'un de ses amis,. Danielle Mitterrand a également pris parti pour le gouvernement de l'île. Elle s'est rendue à la cérémonie organisée pour les 80 ans du dirigeant, tout comme l'acteur Gérard Depardieu. Salim Lamrani, journaliste français, dit avoir été surpris, lors d'un meeting du président cubain, par "la facilité qu'il a à dialoguer avec les gens, qui s'approchaient de lui et lui parlaient comme s'il était leur voisin de palier."
Ricardo Alarcón de Quesada, président de l'Assemblée Nationale de Cuba, explique ainsi les réélections successives de Fidel Castro : « Sa légitimité historique, ses qualités personnelles, […] son autorité, son prestige au niveau international expliquent l'unanimité qu'il fait auprès des citoyens »; « il n'a jamais menti au peuple et ne s'est pas enrichi à ses dépens. […] Pourquoi cesserions-nous d'élire un homme d'une stature aussi exceptionnelle ? » Il lui prête également une « capacité d'autocritique extraordinaire » et une grande intuition.
Fidel Castro figure dans le Guinness World Records comme « la personne ayant subi le plus grand nombre de tentatives d’assassinat », 638 projets d'assassinats ayant été dénombrés. Le documentaire de Dollan Cannell 638 Ways to Kill Castro, diffusé en 2006 au Royaume-Uni, dénombre les attentats commis ou prévus contre Fidel Castro sous administration de chaque président américain entre 1959 et 2000 : Dwight D. Eisenhower, 38 ; John F. Kennedy, 42 ; Lyndon Johnson, 72 ; Richard Nixon puis Gerald Ford, 184 ; Jimmy Carter, 64 ; Ronald Reagan, 197 ; George H. Bush, 16, William Clinton, 25.

### Désillusions des intellectuels occidentaux

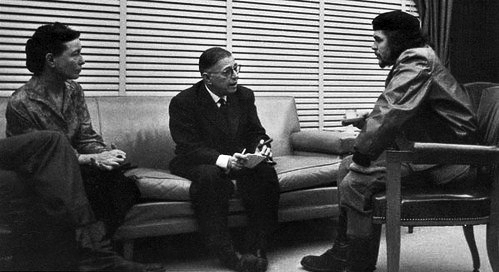
Simone de Beauvoir et Jean-Paul Sartre avec Che Guevara en 1960

Pour l'historien Pierre Rigoulot deux crises majeures conduisent les intellectuels à une rupture avec le régime de Fidel Castro ou du moins à la fin de leur enthousiasme pour la gouvernance cubaine. Il s'agit d'une part du soutien de Fidel Castro à l'invasion de la Tchécoslovaquie par le Pacte de Varsovie en 1968 et d'autre part de l'affaire du poète cubain Heberto Padilla en 1971.
Ainsi Simone de Beauvoir considère que le basculement du régime date du début de l'année 1968 : « Il y a un pays qui, pendant un temps, a incarné pour nous l'espoir socialiste : Cuba. Il a bientôt cessé d'être une terre de liberté ». Neuf ans après le renversement du dictateur Fulgencio Batista en 1959, le régime cubain se révèle de « style » soviétique d'État totalitaire avec un parti unique, une idéologie unique et obligatoire, un chef suprême et une collectivisation de l'économie. L'invasion de la Tchécoslovaquie par le Pacte de Varsovie aggrave le « désenchantement général ». Simone de Beauvoir écrit : « Le discours qu'il prononça après l'entrée des troupes soviétiques en Tchécoslovaquie, prouvait qu'il s'alignait inconditionnellement sur la politique de l'URSS ». L'ambassadeur français à Cuba Henry Bayle analyse fermement ce positionnement cubain : « Cuba ne défend pas les peuples dont l'indépendance nationale est menacée ou bafouée par les États-Unis. Lorsque l'oppresseur est Russe, les thèses guévaristes ou opsaalienne n'ont plus cours ».
En 1971, le poète, écrivain et journaliste Heberto Padilla est arrêté et emprisonné par le régime. Il doit faire son auto-critique devant l'Union des écrivains cubains et reconnaitre ses erreurs contre-révolutionnaires. Fidel Castro prévient : « Les réactions dans le monde permettront à Cuba d'établir une distinction entre ses vrais amis et ceux qui posent des conditions ». Malgré cet avertissement la réprobation est internationale. Une première réaction émane d'intellectuels mexicains avec notamment Octavio Paz, Juan Rulfo… Puis une seconde lettre internationale signée en particulier de Jean-Paul Sartre, Alberto Moravia, Jorge Semprún, Simone de Beauvoir, Susan Sontag, Marguerite Duras, Octavio Paz, Julio Cortázar, Mario Vargas Llosa… Ce texte soutenait encore Cuba contre les États-Unis mais dénonçait la « mauvaise orientation » que prenait Fidel Castro. Cuba réagit en soulignant le « paternalisme » de ces intellectuels. Ces derniers sont déçus par Fidel Castro croyant avoir une influence sur lui. Ils expriment, dans un nouveau manifeste, leur « honte » et leur « colère » devant l'auto-critique du poète cubain. Les signataires sont à peu près les mêmes mais il faut y rajouter le Cubain Carlos Franqui.
Pour Simone de Beauvoir : « La lune de miel de la révolution qui nous avait tant séduit est bien finie ». Pierre Rigoulot considère que la rupture des intellectuels et de la gauche avec ce régime concernait en fait les « espoirs excessifs » mis dans la révolution castriste.

### Oppositions
Des milliers de Cubains ont quitté le pays depuis l'arrivée au pouvoir de Fidel Castro, pour des raisons politiques et/ou économiques. En août 1994, alors que le régime est installé depuis 35 ans, ce sont encore 32 000 Cubains qui préfèrent quitter l'île sur des radeaux. Selon le journal communiste l'Humanité, chaque année, 20 000 Cubains demandent un visa pour les États-Unis.
Plusieurs milliers d'entre eux se sont engagés dans des organisations plus ou moins aidées par le gouvernement des États-Unis, en vue de le renverser ou du moins de contester son régime, les actions violentes des années 1960 ayant échoué. Jacobo Machover estime à plusieurs centaines de milliers le nombre des opposants à Fidel Castro. Concernant ces oppositions, l'historienne Jeannine Verdès-Leroux précise que la très « grande majorité ne recevaient pas d'aide de la CIA, ne la cherchaient ni ne la voulaient ».

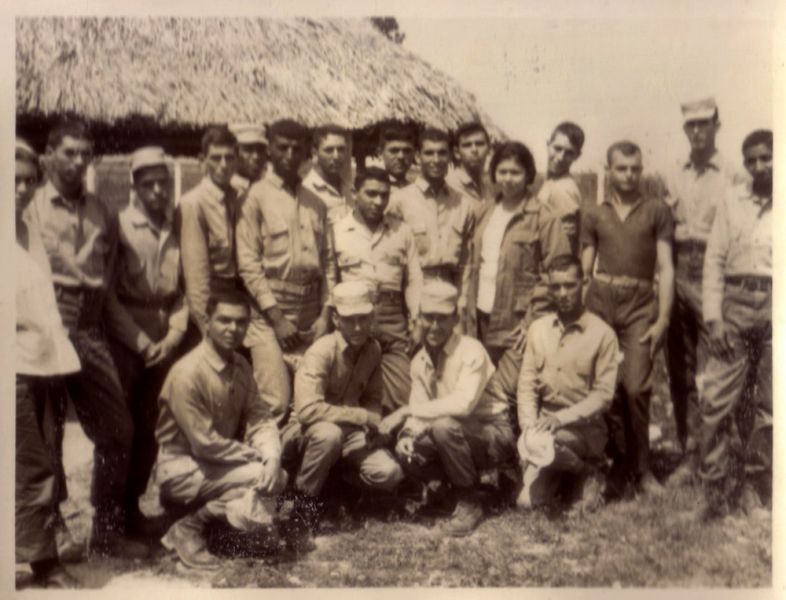
Homosexuels et opposants politiques dans un UMAP (1967).

Dans les années 1960, les Unités militaires d'aide à la production (UMAP) sont fondées par le gouvernement cubain. Selon celui-ci, ces centres UMAP doivent accueillir les individus qui ne peuvent pas être incorporés dans l'armée, il s'agit d'un service civil. Cela concerne notamment les antimilitaristes, homosexuels ou opposants politiques. Dans une interview avec La Jornada en 2010, Fidel Castro a admis sa responsabilité dans les persécutions lors d'une question à propos des camps de l'UMAP : « Après mon arrivée au pouvoir, les représentants des minorités sexuelles étaient persécutés…Oui, il y a eu des moments de grande injustice, de grande injustice ! »,. Des malades du sida sont aussi enfermés dans le « sidatorium » de Los Cocos, où ils servent de cobayes pour des expériences, certains en mourant. À l'hôpital psychiatrique de Mazorra, des malades mentaux sont torturés par des électrochocs.
Le 23 avril 2003, les membres de l'association Reporters sans frontières (RSF) accompagnés d'un journaliste de 20 Minutes, du cinéaste Romain Goupil, de l'écrivain Zoé Valdés et du philosophe et chroniqueur au Monde Pascal Bruckner ont manifesté devant l'ambassade cubaine à Paris contre la condamnation de 78 Cubains accusés de « conspiration ». Ils ont bloqué les entrées avec des chaînes et cadenas, et déclarent avoir alors été frappés par des employés de l'ambassade munis de bâtons et de barres de fer, sortis dans la rue. Il y a quatre blessés. L'association Cuba-Si, favorable au régime, parle de « calomnie ». Salim Lamrani et l'ambassadeur cubain donnent une version de l'évènement très différente de celle défendue par RSF. Cependant la Fédération Internationale des Droits de l'Homme (FIDH) condamne « la violente réaction » des employés de l'ambassade. RSF en propose le film sur son site, où ne figurent pas les actes de violence.
Des dissidents cubains ont déposé une requête devant l'Audience nationale, la plus haute instance de la justice espagnole, le 14 octobre 2005 pour demander l'inculpation de Fidel Castro pour génocide, crimes contre l'humanité, torture et terrorisme.

### Prisonniers politiques
Des opposants politiques sont morts emprisonnés dans les prisons cubaines, parmi lesquels le plus célèbre est le poète catholique Pedro Luis Boitel décédé à la suite de sa grève de la faim. Beaucoup d'écrivains furent également persécutés leur vie durant sans pouvoir quitter librement Cuba, comme Reinaldo Arenas en raison de son homosexualité (qui parvint à s'exiler aux États-Unis), José Lezama Lima ou Virgilio Piñera.

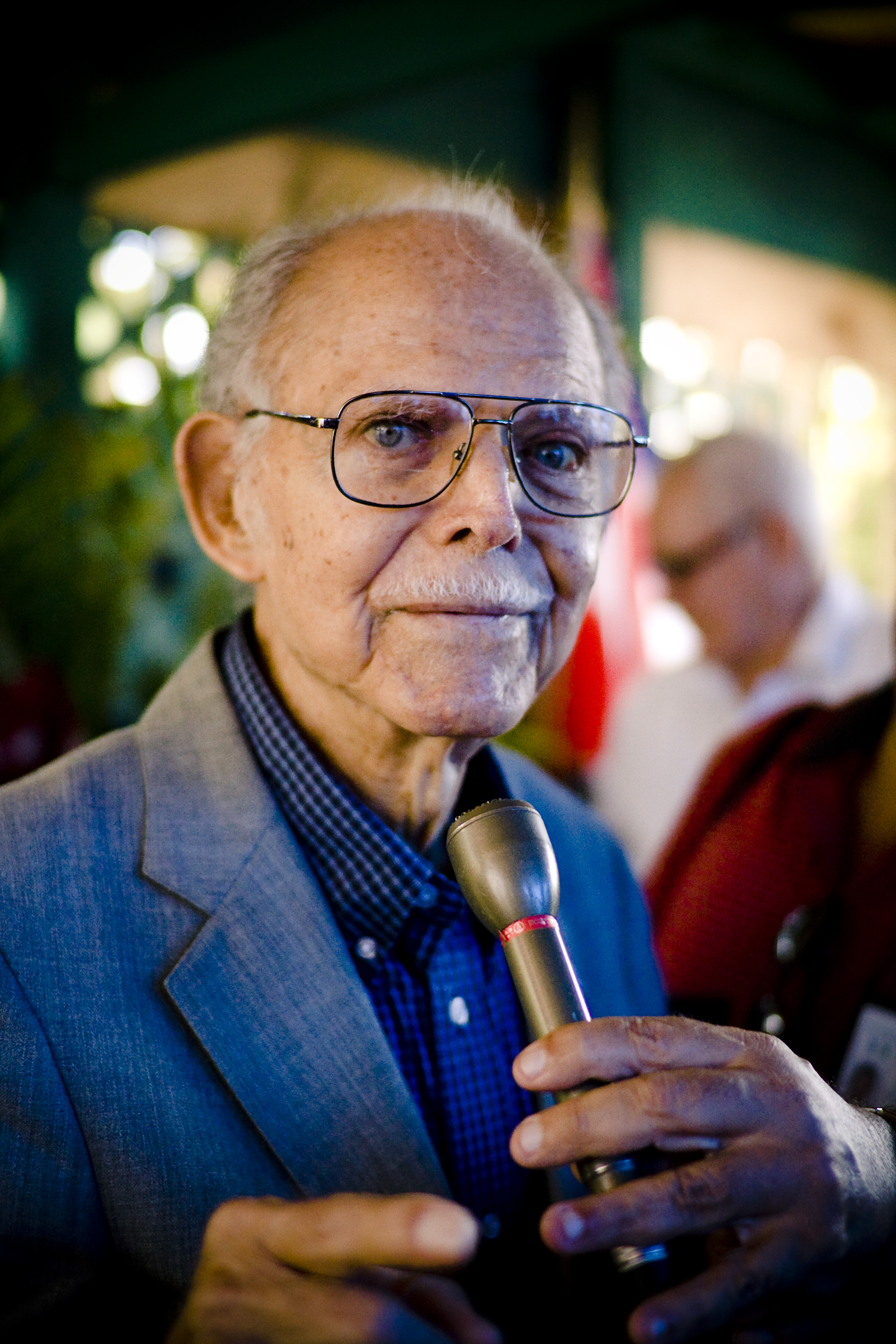
Huber Matos en 2009

Le révolutionnaire Mario Chanes de Armas est un compagnon d'armes de Fidel Castro, tous deux membres à une époque du Parti orthodoxe. Il participe à l'attaque contre la Caserne de Moncada en 1953 puis au débarquement du Granma en 1956. Après l'arrivée au pouvoir de Fidel Castro en 1959, il s'éloigne du régime castriste considérant que « l'organisation d'élections libres n'est pas à l'ordre du jour ». Il est arrêté en 1961, accusé de vouloir assassiner Fidel Castro et passe alors 30 ans en prison, faisant de lui l'un des prisonniers politiques ayant passé le plus de temps en détention dans le monde. Huber Matos est le commandant de l'Armée des guérilleros lors de l'assaut final contre Santiago de Cuba. Après la victoire, Huber Matos est nommé commandant militaire de la province de Camagüey. Mais il critique Fidel Castro et il est en désaccord avec la suppression d'une part de la Constitution démocratique et progressiste de 1940 et d'autre part des élections libres. Il présente alors sa démission, le 19 octobre 1959. Accusé de complot, il est traduit devant un tribunal. Selon le journaliste Paulo A. Paranagua : « Guevara et Raúl Castro souhaitaient envoyer Matos devant le peloton d'exécution, mais Fidel ne veut pas en faire un martyr. Il sera donc condamné pour « trahison et sédition » à vingt ans de prison ». D'autres guérilleros anti-Batista comme Eloy Gutiérrez Menoyo ou William Alexander Morgan se retournent contre Fidel Castro. Le premier n'adhère pas aux nouvelles orientations pro-communistes de Fidel Castro et est incarcéré après avoir fondé un groupe anticastriste (Alpha 66) ; le second, lui aussi opposé aux orientations pro-soviétiques, est soupçonné d'être un agent de la CIA et est condamné à mort et exécuté après avoir participé à une tentative d'assassinat de Fidel Castro.
De nombreux opposants ont connu la prison. L'un des plus célèbres est Armando Valladares qui a raconté son expérience dans Against All Hope, condamné pour avoir placé des explosifs dans la Havane en 1960. Régis Debray, qui fut envoyé par François Mitterrand pour obtenir sa libération en 1980, écrivit plus tard qu'Armando Valladares s'était fait passer pour un poète paralytique alors qu'il était en réalité en parfaite santé. Ce dernier obtint d'ailleurs par la suite la nationalité américaine et devint ambassadeur de Ronald Reagan auprès des Nations unies.
Au fur et à mesure de l'évolution de la révolution, le nombre de prisonniers politiques a décru.
Cependant, la répression demeure très élevée selon Amnesty International : « Au cours de l'année 2006, on a constaté une augmentation des actes de harcèlement public et d'intimidation des critiques du régime et dissidents politiques par des groupes quasi officiels lors d'opérations dites "de répudiation" ».
Les actes de répudiation ou manifestations organisées par des partisans du gouvernement qui s'en prennent à des dissidents politiques ou des critiques du régime sont en hausse.
« […] les manifestations de répudiation de dissidents étaient d’une violence inouïe, verbale en général, mais j’ai vu des gens déshabiller complètement une femme et, là-bas, la police est totalement du côté des manifestants. Je ne veux pas me souvenir de cela ».
De nombreuses arrestations ont lieu au motif de « dangerosité sociale », définie comme une « propension à commettre une infraction » cette mesure de prison préventive qui concerne l'ivrognerie, la toxicomanie ne s'est appliquée qu'aux opposants et peut aller jusqu'à quatre ans d'emprisonnement.
Selon un rapport publié le 10 janvier 2005 par la Commission cubaine pour les droits de l’homme et la réconciliation nationale (CCDHRN), 294 prisonniers politiques sont encore enfermés à Cuba, contre 317 début 2004. Selon ce rapport, en 2004, au moins 21 personnes ont été emprisonnées pour des motifs politiques. Il rappelle également que le gouvernement cubain continue de refuser l’accès aux prisons au Comité international de la Croix-Rouge (CICR) et à la Commission des droits de l’homme de l’ONU.

## Vie privée
Pour Elizabeth Burgos, qui a été une proche de Fidel Castro, « c’est avant tout un grand, un énorme séducteur, très conscient de son charisme. Je n'ai jamais vu quelqu'un ne pas tomber sous son charme ensorcelant. Il est capable de jouer l'enfant, le confident, le grand frère, l'ami intime et vous faire croire que vous êtes avec lui sur un pied d'égalité. C'est irrésistible ».

### Fortune
En 2003, le magazine américain Forbes estime la fortune de Fidel Castro à « au moins 110 millions de dollars ». En 2004 à 150 millions ; puis, en 2005, à 550 millions de USD. Et enfin en 2006, à 900 millions de dollars américains selon d'ex-fonctionnaires cubains. Jusqu'en 2003, le magazine se contentait d’attribuer, de manière arbitraire, une partie du PIB cubain, environ 10 %, à Fidel Castro. Pour l'année 2006, la valeur des entreprises d'État a été comptabilisée comme relevant de sa fortune personnelle.
Celui-ci a démenti ces affirmations et annonce qu'il ne gagne que 900 pesos (l'équivalent de 40 $US) par mois, il s'est par ailleurs engagé à quitter ses fonctions si la preuve est apportée qu'il possède une telle fortune. En mai 2006, il déclare « Je ne suis pas né totalement pauvre. Mon père possédait des milliers d'hectares de terre. À la victoire de la révolution, toutes ces terres ont été remises aux paysans. […] Toute ma fortune, M. Bush, tient dans la poche de votre chemise ! »
En 2014, l'un de ses anciens gardes du corps, Juan Reinaldo Sánchez, décrit après sa défection et son passage aux États-Unis dans son livre La Vie cachée de Fidel Castro le « sanctuaire » et le « paradis » que constitue la propriété de Fidel Castro à Cayo Piedra. Ce que l'ancien chef d'État a toujours présenté comme une cabane de pêche serait en fait une propriété luxueuse s'étendant sur deux îles reliées par un pont, entourée d'un périmètre délimité ultra-protégé, avec piste d'hélicoptère, restaurant flottant, et zoo marin. Juan Reinaldo Sánchez affirme également que Castro participait pour des raisons stratégiques à des trafics de cocaïne aux États-Unis au passage desquels le régime cubain tirait profit.

### Famille

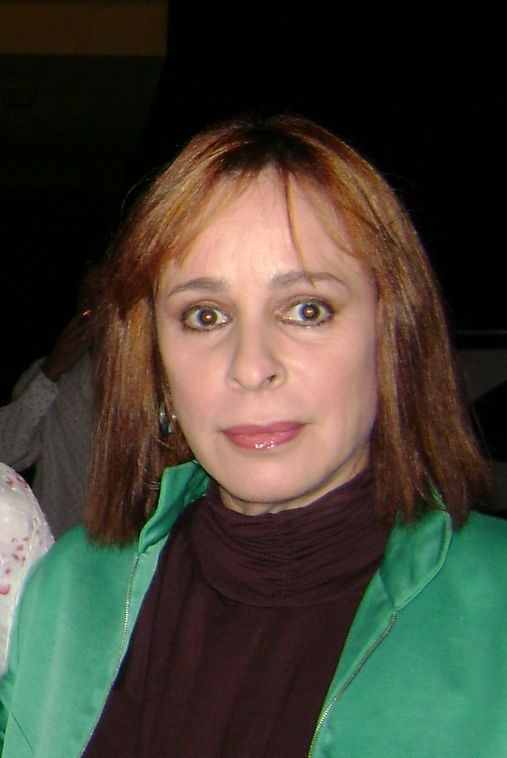
Sa fille Alina Fernández.

Ramón Castro Ruz (1924 – 2016) est le frère aîné de Fidel Castro et de Raúl Castro. Sa sœur cadette, Juanita Castro, après avoir soutenu la révolution castriste contre le dictateur Batista, déclare avoir changé de point de vue après les exécutions d'opposants ordonnées par Fidel : « J'ai commencé à perdre mes illusions en voyant tant d'injustice ». Elle s'exile aux États-Unis en 1964 et indique en octobre 2009 avoir travaillé pour la CIA de 1961 à son départ de Cuba.

#### Épouse et maîtresses
Fidel Castro se marie avec Mirta Díaz-Balart le 12 octobre 1948. C'est une étudiante en philosophie issue d'une famille aisée, elle sera la mère de Fidel Castro Díaz-Balart, dit Fidelito (1949-2018), physicien nucléaire. Le couple divorce en 1954.
Natalia Revuelta est une Cubaine, ancienne maitresse de Fidel Castro dans les années 1950 alors que ce dernier est marié avec Mirta Díaz-Balart. Ils ont ensemble une fille, Alina Fernández. Après une liaison en 1955 avec la créole Maria Laborde, militante du Mouvement du 26 Juillet, il a un fils, né en 1956, Jorge Ángel Castro Laborde.
Marita Lorenz a une liaison avec Fidel Castro en 1959, à l'âge de 19 ans. Pendant près de 9 mois elle vit avec Fidel dans la suite 2408 du Hilton et affirme avoir eu un enfant de son amant, mais il lui aurait été retiré après son accouchement alors qu'elle était dans le coma à la suite d'un empoisonnement. Celui-ci porterait le nom d'Andres Vazquez. Après avoir quitté Cuba, elle rejoint les anti–castristes et retourne à Cuba pour tuer son ancien amant. Mais elle retombe sous son charme et renonce à son projet
Celia Sánchez participe à la révolution de 1959 et restera aux côtés de Fidel jusqu'à sa mort en 1980.
Dalia Soto del Valle fréquente Fidel Castro depuis les années 1960. À partir des années 1980 elle vit à ses côtés jusqu'à la fin de sa vie, ils ont cinq fils : Alejandro, Alex, Antonio, Alexis et Angel.
Dans un ouvrage autobiographique paru en 2018, Évelyne Pisier a déclaré avoir commencé en 1964 une liaison de quatre ans avec Fidel Castro.

#### Enfants
Fidel Castro Díaz-Balart, Fidelito, né le 1er septembre 1949, suit des études à l'université d'État de Moscou et à l’Institut d’énergie atomique Kourtchatov. Il épouse alors Natacha Smirnova, ils ont trois enfants. De retour à Cuba, Fidel Castro lui confie la construction de la centrale nucléaire de Juragua, à Cienfuegos. Les travaux sont interrompus après la dissolution de l'URSS. En 1992, son père le démet de ses fonctions. Il se suicide le 1er février 2018.
Alina Fernández, une des filles naturelles de Fidel Castro, a fui Cuba en 1993 et ne cesse de s'opposer publiquement à son père et à sa politique. Elle est installée depuis 2001 à Miami. Au total, au moins six membres de sa famille se sont installés à Little Havana, le quartier cubain de cette ville : sa sœur, deux de ses filles et trois de ses petits-enfants, qui mènent, en général, une vie loin des médias.
Antonio Castro Soto del Valle, Tony pour ses proches, est chirurgien orthopédique et président de la fédération cubaine de baseball. Il serait le fils préféré de Fidel.

## Dans les arts et la culture populaire

### Filmographie

#### Cinéma
- 1946 : 
  - Ève éternelle d'Edward Buzzell, lui-même comme figurant.
  - Féerie à Mexico de George Sidney, lui-même comme figurant.
- 1959 :
  - Cuban Story de Victor Pahlen, lui-même.
  - Cuban Rebel Girls de Barry Mahon, lui-même.
- 1969 : 
  - L’Étau d'Alfred Hitchcock, images d'archives.
  - Che ! de Richard Fleischer, joué par Jack Palance.
- 2000 : 
  - Company Man de Peter Askin et Douglas McGrath, joué par Anthony LaPaglia.
  - Noriega: God's Favorite de Roger Spottiswoode, joué par Michael Sorich.
- 2008 : 
  - Che, 1re partie : L'Argentin de Steven Soderbergh, joué par Demián Bichir.
  - Che, 2e partie : Guerilla de Steven Soderbergh, joué par Demián Bichir.
- 2009 : Watchmen : Les Gardiens de Zack Snyder, joué par John Kobylka.
- 2023 : Alina of Cuba: La Hija Rebelde de Miguel Bardem, joué par James Franco.

#### Télévision

##### Documentaires
- 1972 : Fidel Castro, un voyage en Guinée de Moussa Kémoko Diakité
- 1984 : Mauvaise Conduite ou Improper Conduct de Néstor Almendros et Orlando Jiménez Leal.
- 1995 : Les Grands Destins : Fidel Castro de Reynold Ismard.
- 2001 : Fidel: The Untold Story d'Estela Bravo.
- 2004 : 
  - Comandante d'Oliver Stone.
  - The Fidel Castro Tapes de Tom Jennings.
  - Fidel Castro, l'enfance d’un chef de Daniel Leconte.
  - Moi, Fidel Castro d'Alex Ramonet.
  - Looking for Fidel d'Oliver Stone.
- 2006 : 
  - 638 Façons de tuer Castro (638 Ways to Kill Castro) de Dollan Cannell.
  - Cuba, el valor de una utopía d'Yanara Guayasamín.
- 2009 : Dans la peau de Fidel Castro de Karl Zéro et Daisy d’Errata.
- 2013 : Mandela y Fidel d'Estela Bravo, Ernesto Mario Bravo, Cristina Escobar
- 2014 : Fidel Castro, Héros ou Tyran ? de Tom Jennings.
- 2016 : Le mythe de Fidel Castro : de la révolution à la dictature de Camélias Encinas.

##### Téléfilm
- 2002 : Fidel de David Attwood, joué par Víctor Huggo Martin.

##### Série
- 1998 : Pour quelques milliards de plus, 20e épisode de la saison 9 des Les Simpson, joué par Dan Castellaneta.
- 1994 : Profession : critique d'Al Jean et Mike Reiss, joué par Jean-Jacques Nervest.
- 2001 : Il apparait dans l'épisode Yankee Hankee de Les Rois du Texas.
- 2005 : Robot Chicken, joué par Abraham Benrubi.
- 2019 : Épisode 2 Soirée télé, 5e de la saison 6 de Teen Titan Go!, acteur non crédité.

### Jeux vidéo
Le personnage de Fidel Castro est présent dans Call of Duty: Black Ops de Treyarch, dans les modes « Campagne » et « Zombies » (Five), où il est jouable.
Fidel Castro est également jouable en tant que personnage caricaturé de la franchise Tropico.

### Citations célèbres
Dans Le fond de l'air est rouge une interview réalisée Douglas Bravo de Fidel Castro, ce dernier affirme :

« Il y a ceux qui s'intitulent révolutionnaires et pourtant sont contre la Révolution. Ils tentent de démoraliser le peuple. Ils exploitent le moindre revers subi pour décrédibiliser la lutte contre l'impérialisme. »

## Publications
- L'histoire m'acquittera, Institut du livre, La Havane, 1967
- (es) Una Conversación en La Habana (entretien avec Alfredo Conde), 1989,  (ISBN 84-03-91015-0)
- (es) Un grano de maiz, Conversación con Tomás Borge, Oficina de Publicaciones del Consejo de Estado, La Habana, 1992
- Mes années de jeunesse, préface de Gabriel García Márquez, Éditions Stanke Alain, 2003,  (ISBN 2-7604-0889-2)
- Fidel Castro, Cuba et les États-Unis, conversations avec Ricardo Alarcon de Quesada, Salim Lamrani, Le Temps des cerises, 2006,  (ISBN 2-84109-636-X)
- Biographie à deux voix, Fidel Castro, Ignacio Ramonet, Éditions Fayard, 2007,  (ISBN 2-213-63188-3)
- Les chemins de la victoire (mémoires, tome 1), Fidel Castro, Michel Lafon, 2012,  (ISBN 978-2749914008)
- (Avec Nelson Mandela), Cuba et l'Afrique, la victoire de l'égalité, discours de Matanzas, 26 juillet 1991. Coll. "Quoi de neuf ?" éditions l'Esprit du temps, 2018.  (ISBN 978-2-84795-431-9)

## Distinctions

### Décorations cubaines
- Médaille commémorative 20e anniversaire des Forces armées révolutionnaires (25 novembre 1976)
- Sceau et plaque du 20e anniversaire de la fondation des organes de sécurité de l'État (23 mars 1979)
- Ordre du 17 mai (17 mai 1992)
- Médaille commémorative du 50e anniversaire du 26 Juillet (26 juillet 2003)
- Médaille commémorative du 50e anniversaire de la fondation du ministère des Affaires étrangères (23 décembre 2009)
- Armoiries de la province de Santiago de Cuba (15 juillet 2013)
- Reconnaissance du mérite judiciaire (23 décembre 2013)
- Plaque du 55e anniversaire de la fondation des organes de sécurité de l'État (25 mars 2014)

### Décorations étrangères
Fidel Castro est décoré des ordres suivants :
- Étoile de la république d'Indonésie (en) (Indonésie, 22 janvier 1960)
- Étoile de la Guérilla (Indonésie, 22 janvier 1960)
- Prix Lénine pour la paix (Union soviétique, 30 avril 1961)[181] – remis à Fidel Castro par Martha Frayde le 21 mars 1962 à La Havane[182]
- Héros de l'Union soviétique (Union soviétique, 23 mai 1963)[183]
- Ordre de Lénine (Union soviétique, 23 mai 1963)
- Médaille du Jubilé « En commémoration du 100e anniversaire de la naissance de Vladimir Ilitch Lénine » (en) (Union soviétique, 25 avril 1971)
- Ordre national de la Fidélité au peuple (Guinée, 8 mai 1972)[184]
- Ordre de Georgi Dimitrov (en) (république populaire de Bulgarie, 17 mai 1972)
- Collier de l'ordre de l'Étoile de Roumanie (Roumanie, 26 mai 1972)
- Ordre du Drapeau de la république populaire de Hongrie (en) (république populaire de Hongrie, 31 mai 1972)
- Mineur honoraire de la république populaire de Pologne (république populaire de Pologne, 7 juin 1972)
- Grande Étoile de l'amitié des peuples (République démocratique allemande, 13 juin 1972)
- Collier de l'ordre du Lion blanc (République tchèque, 22 juin 1972)
- Ordre de Lénine (Union soviétique, 27 juin 1972) – décoré pour la seconde fois
- Collier de l'ordre du Mérite (Chili, 13 décembre 1972)
- Grand-croix de l'ordre Polonia Restituta (Pologne, 24 avril 1973)
- Insigne de combattant de Diên Biên Phu (Viêt Nam, 13 septembre 1973)
- Médaille du 30e anniversaire de la Victoire sur l'Allemagne (Union soviétique, 9 mai 1975)
- Ordre de la révolution d'Octobre (Union soviétique, 13 août 1976)
- Ordre du courage (Libye, 10 mars 1977)
- Ordre de l'Étoile de Somalie (en) (Somalie, 14 mars 1977)
- Ordre de Jamaïque (Jamaïque, 17 octobre 1977)
- Ordre de l'Étoile d'Éthiopie (Éthiopie, 12 septembre 1978)
- Citoyen d'honneur d'Addis-Abeba (Éthiopie, 14 septembre 1978)
- Prix Dimitrov (Bulgarie, 17 juin 1980)
- Ordre de l'Étoile dorée (en) (Viêt Nam, 29 juillet 1982)
- Médaille commémorative de la 25e expédition soviétique en Antarctique (Union soviétique, 10 novembre 1982)
- Ordre Auguste Sandino (Nicaragua, 11 janvier 1985)
- Ordre de la Santé publique (Bolivie, 2 juillet 1985)
- Médaille nationale d'or (en) (Laos, 4 février 1986)
- Héros de la République (Corée du Nord, 9 mars 1986)
- Ordre du Drapeau national, 1re classe (Corée du Nord, 9 mars 1986)
- Ordre de Karl-Marx (République démocratique allemande, 12 août 1986)
- Ordre de l'Étoile de Yougoslavie (république fédérative socialiste de Yougoslavie, 14 septembre 1986)
- Ordre de Lénine (Union soviétique, 9 novembre 1988) – décoré pour la troisième fois
- Médaille d'or du Sénat (es) (Espagne, 16 janvier 1986)
- Ordre d'Angkor (Cambodge, 27 juillet 1988)
- Collier de l'ordre de l'Aigle aztèque (Mexique, 1er novembre 1988)
- Ordre de Klement Gottwald (en) (République socialiste tchécoslovaque, 5 janvier 1989)
- Ordre d'Hô Chi Minh (en) (Viêt Nam, 8 janvier 1989)
- Médaille Emiliano Zapata (Mexique, 17 octobre 1990)
- Ordre d'Agostinho Neto (en) (Angola, 9 juillet 1992)
- Grand-croix de l'ordre national du Mali (Mali, 9 juillet 1998)
- Grand-croix à l'étoile d'or de l'ordre du Mérite de Duarte, Sánchez et Mella (République dominicaine, 22 août 1998)
- Grand-croix de l'ordre de Bonne Espérance (Afrique du Sud, 4 septembre 1998)
- Compagnon de l'ordre de l'Étoile du Ghana (Ghana, 29 septembre 1998)
- Grand-croix à l'étoile d'or de l'ordre national Honneur et Mérite (Haïti, 9 novembre 1998)
- Prix Kadhafi des droits de l'homme (Libye, 1998)[185] – prix reçu en octobre 2000 au palais de la Révolution à Cuba[186]
- Ordre du Bélize (en) (Bélize, 8 février 1999)
- Ordre du prince Iaroslav le Sage, 1re classe (Ukraine, 19 juin 2000)
- Ordre de l'Unité, grade emblème de la République (Yémen, 12 septembre 2000)
- Collier de l'Indépendance (Qatar, 15 septembre 2000)
- Grand collier de l'ordre du Libérateur (Venezuela, 30 octobre 2000)
- Médaille de l'Armée de libération nationale (Algérie, 6 mai 2001)
- Ordre de la Couronne du Royaume (Malaisie, 11 mai 2001)
- Grand collier de l'ordre du Congrès d'Angostura (Venezuela, 11 août 2001)
- Médaille de la ville de Buenos Aires (Argentine, 26 mai 2003)
- Héros du travail (Corée du Nord, 11 décembre 2006)
- Ordre du Drapeau national, 1re classe (Corée du Nord, 11 décembre 2006)
- Médaille Amílcar Cabral (Guinée-Bissau, 29 janvier 2007)[187]
- Médaille du mérite sportif (Équateur, 29 mars 2007)
- Ordre du plus ancien Welwitschia mirabilis (Namibie, 21 mars 2008)
- Prix Ubuntu (Afrique du Sud, 17 septembre 2008)[188]
- Prix d'honneur de la Dominique (Dominique, 3 novembre 2008)
- Grand-croix extraordinaire de l'ordre d'Omar Torrijos Herrera (Panama, 5 janvier 2009)
- Grand collier de l'ordre du Quetzal (Guatemala, 16 février 2009)
- Compagnon suprême d'O.R. Tambo (en) (Afrique du Sud, 27 mars 2009)
- Grand commandeur de l'ordre de l'Aigle de Zambie (Zambie, 22 septembre 2009)
- Ordre du Mérite, 1re classe (Ukraine, 27 mars 2010)[189]
- Décoration du général Eloy Alfaro (Équateur, 26 mai 2010)
- Ordre du Brave citoyen (Venezuela, 14 juin 2010)
- Ordre Manuela Espejo (Équateur, 21 octobre 2010)
- Grand collier de l'ordre du Timor oriental (Timor oriental, 3 décembre 2010)[190]
- Citoyen d'honneur de la ville de Diadema (Brésil, 2 juillet 2012)
- Honneur de la guerre de libération du Bangladesh (Bangladesh, 24 mars 2013)
- Citoyen d'honneur de la ville de Lanús (Argentine, 20 août 2014)
- Ordre de la république de Serbie (en), 2e classe (Serbie, 12 mai 2015)
- Grand-croix extraordinaire avec étoile d'or du Congrès national du Honduras (Honduras, 2 septembre 2015)
- Grand-croix de l'ordre du Pakistan (en) (Pakistan, 23 mars 2018)[191] – à titre postume